# Arquitectura de Serbia
La arquitectura de Serbia tiene una historia larga, rica y diversa. Se muestran algunos de los principales estilos europeos, desde el romano hasta el posmoderno, incluidos ejemplos de renombre de Rascia, serbo-bizantino con su renacimiento, Morava, barroco, arquitectura clásica y moderna, con excelentes ejemplos en el brutalismo y Streamline moderne.
Siglos de historia turbulenta de Serbia causaron una gran diversidad regional y favorecieron la arquitectura vernácula. Esto dio lugar a un estilo arquitectónico heterogéneo y diverso, con una arquitectura que difiere de una ciudad a otra. Si bien esta diversidad todavía se puede presenciar en pueblos pequeños, la devastación del patrimonio arquitectónico en las ciudades más grandes durante la Segunda Guerra Mundial y la posterior influencia socialista en la arquitectura dieron como resultado una mezcla específica de estilos arquitectónicos.

## Prehistoria y antigüedad

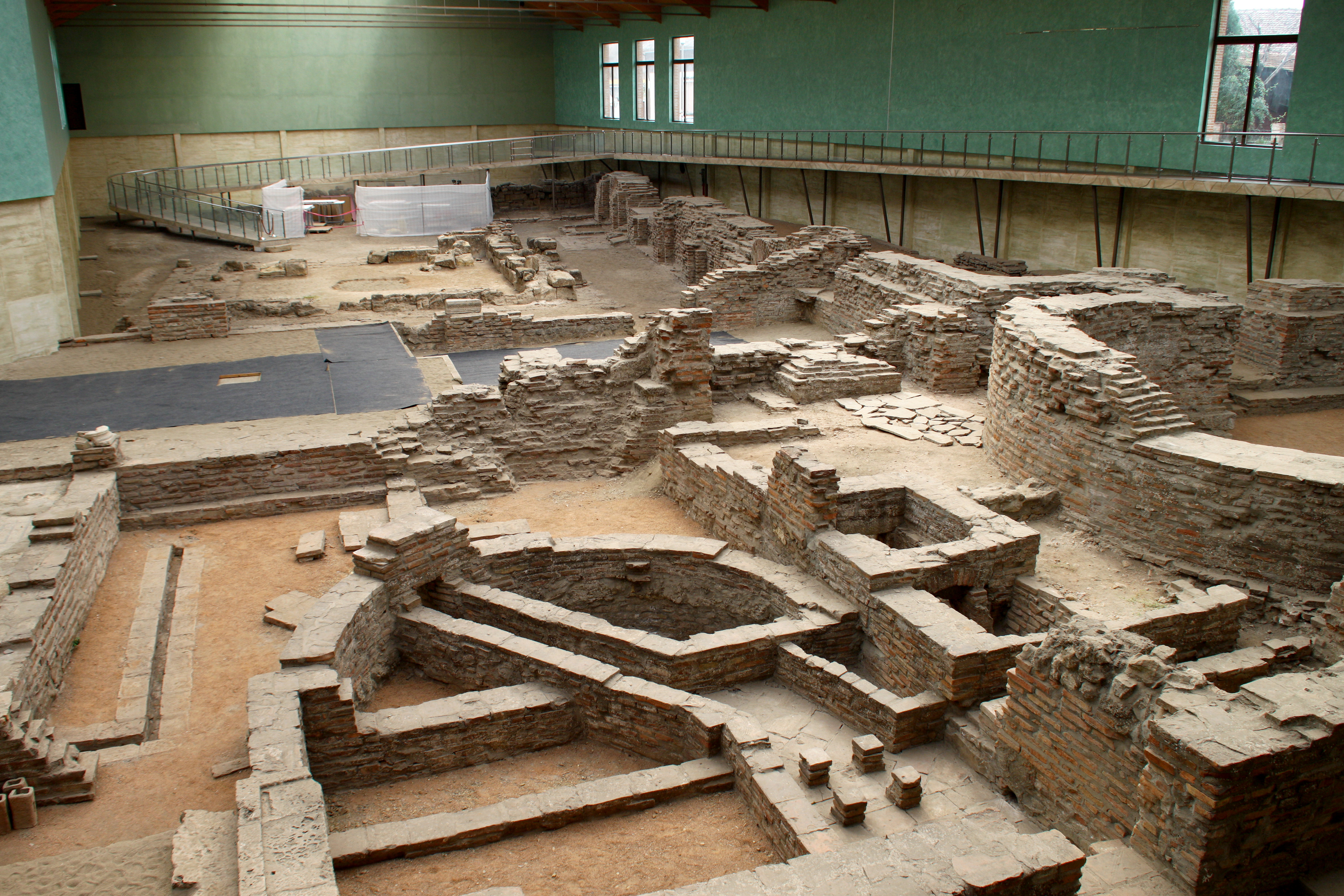
Sirmio fue proclamada una de las cuatro capitales del Imperio romano y también fue la capital de la prefectura del pretorio de Iliria y de Pannonia Secunda.

La ciudad más septentrional de la antigua Macedonia era Kale-Krševica, que todavía hoy tiene los cimientos de la ciudad de la antigua Grecia del siglo V a. C. Los Escordiscos construyeron la fortaleza de piedra de Singidunum, el Kalemegdan en Belgrado en el siglo III a. C., desde entonces ha sido construida por romanos, serbios, turcos, austriacos y muestra un ejemplo de arquitectura continua de 2300 años de antigüedad, sirviendo como uno de los mejores hitos de Belgrado.
Los romanos dejaron muchos rastros de sus seis siglos de gobierno en las tierras serbias, incluidas varias fortificaciones y complejos, como el palacio imperial de Galerio en Gamzigrad (Felix Romuliana) del siglo III d. C. que se construyó en su lugar de nacimiento después de la victoria contra los persas, el sitio de Mediana en Niš (Naissus) del siglo IV, las ruinas de la capital de Moesia Superior, Viminacium, antigua capital romana y lugar de nacimiento de varios emperadores romanos Sirmio, y la ciudad bizantina Justiniana Prima construida por Justiniano I, que fue la sede del arzobispado de Justiniana Prima.

## Período medieval
El monasterio de Prohor Pčinjski fue fundado entre 1067 y 1071 por el emperador bizantino Romano IV en honor a San Prohor de Pčinja.
Escuelas de arquitectura
- Escuela arquitectónica de Rascia
- Escuela de arquitectura Morava
- Escuela de arquitectura Vardar

### Arquitectura de la Iglesia Primitiva

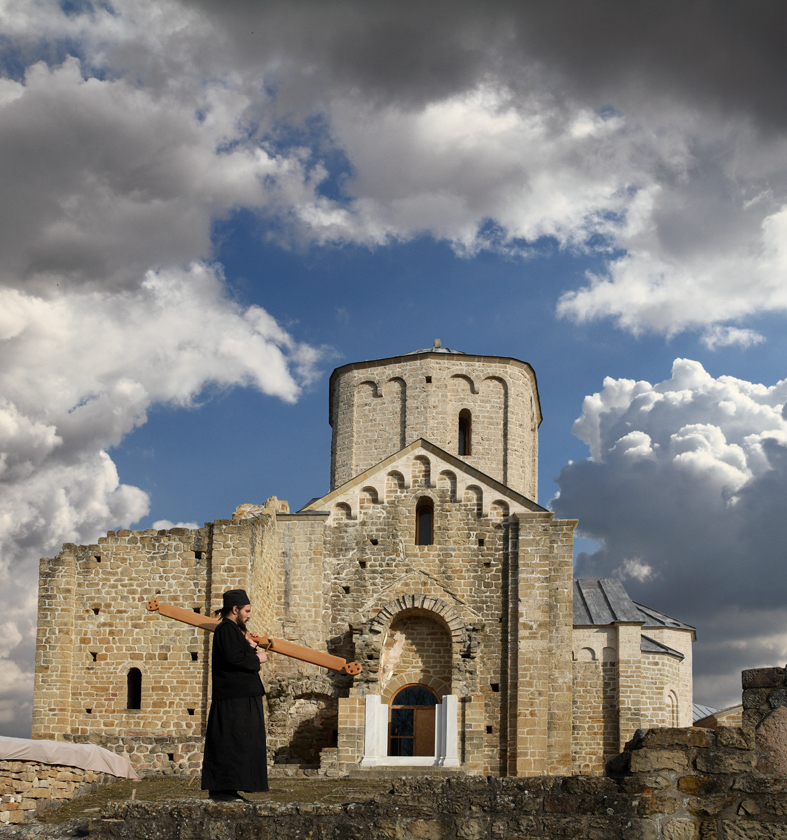
El monasterio stuurđevi stupovi, cerca de Novi Pazar (1166), declarado Patrimonio de la Humanidad por la UNESCO

La Iglesia de los Santos Apóstoles Pedro y Pablo es uno de los pocos edificios que quedan de principios de la Edad Media y es declarado Patrimonio Cultural de la Humanidad por la UNESCO. El monasterio de Prohor Pčinjski fue fundado entre 1067 y 1071 por el emperador bizantino Romano IV en honor a San Prohor de Pčinja. La arquitectura de la iglesia se desarrolló principalmente bajo el patrocinio del estado serbio. La pieza más distintiva de la arquitectura medieval serbia fue el monasterio de Studenica fundado por Esteban Nemanja, el fundador de la Serbia medieval en c. 1190. Este monasterio también contó con importantes obras de arte, incluidas sus pinturas al fresco de estilo bizantino. Su iglesia también cuenta con extensas esculturas basadas en los Salmos y la Dormición de la Theotokos. La UNESCO agregó este monasterio a su lista de sitios del Patrimonio Cultural Mundial en 1986. Fue el modelo para otros monasterios en Mileševa, Sopoćani y Visoki Dečani.
La influencia del arte bizantino se hizo más influyente después de la captura de Constantinopla en 1204 en la Cuarta cruzada cuando muchos artistas griegos huyeron a Serbia. Su influencia se puede ver en la Iglesia de la Ascensión en Mileševa, así como en las pinturas murales de la Iglesia de los Santos Apóstoles en Peć y en el Monasterio Sopoćani. Los iconos también formaron una parte importante del arte de la iglesia.
La influencia de la arquitectura bizantina alcanzó su punto máximo después de 1300, incluida la reconstrucción de la Iglesia de Nuestra Señora de Ljeviš (c1306-1307) y la Iglesia de San Jorge en Staro Nagoričane, así como el monasterio de Gračanica. Las pinturas decorativas de la iglesia también se desarrollaron aún más en el período.
El monasterio de Visoki Dečani en Metojia fue construido entre 1330 y 1350. A diferencia de otros monasterios serbios de la época, fue construido con elementos románicos por maestros constructores bajo el monje Vito de Kotor. Sus frescos cuentan con 1000 retratos que retratan todos los temas principales del Nuevo Testamento. La catedral cuenta con iconostasio, trono de higúmeno y sarcófago real tallado. En 2004, la UNESCO incluyó el Monasterio Dečani en la Lista del Patrimonio Mundial.
Hubo una nueva ola de construcción de iglesias cuando el estado serbio se contrajo con la cuenca del Morava a fines del siglo XIV. El príncipe Esteban Lazarević fue un poeta y mecenas de las artes que fundó la iglesia de Resava en Morava con pinturas murales con un tema de parábolas de Cristo con personas representadas con trajes feudales serbios.
Monumentos eclesiásticos
- Iglesia de San Pedro, 800 d. C., Stari Ras
- Đurđevi stupovi, 1166, Novi Pazar
- Iglesia de Nuestra Señora de Ljeviš, siglo XII, Prizren
- Monasterio de Studenica, 1190, Kraljevo
- Monasterio patriarcal de Peć, Siglo, Peć
- Monasterio de Sopoćani, 1265, Stari Ras
- Monasterio de Mileševa, 1236, Prijepolje
- Monasterio de Visoki Dečani, 1327, Dečani
- Monasterio de Gračanica, 1321, Gračanica es un ejemplo del Estilo Serbo-Bizantino (UNESCO sitio de Patrimonio Mundial)
- Monasterio de San Arcángeles, 1343, Prizren

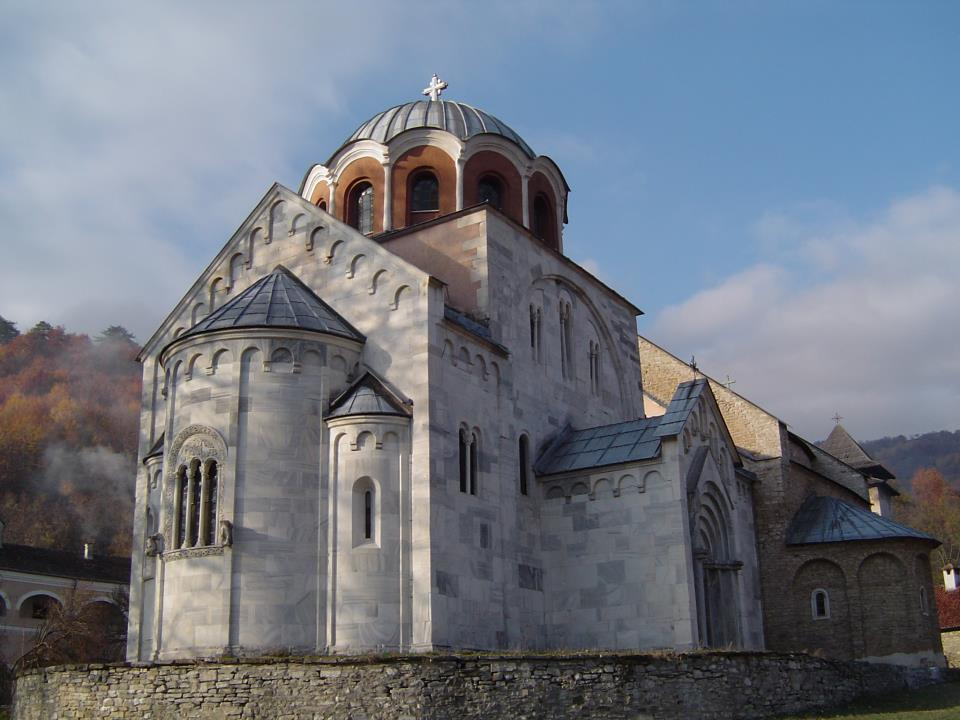
Monasterio de Studenica (1196), un ejemplo de arquitectura medieval serbia única, declarado Patrimonio de la Humanidad por la UNESCO
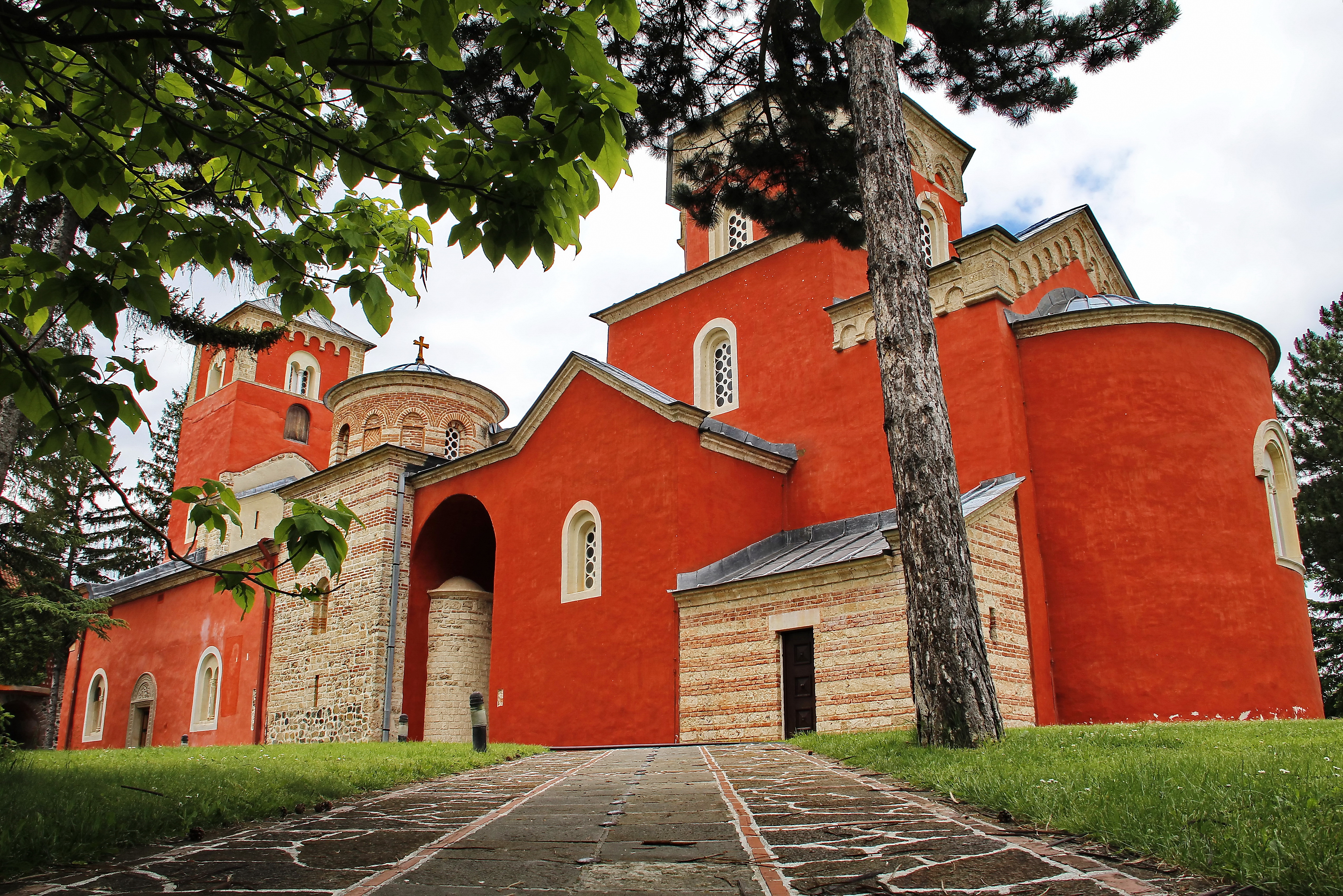
Monasterio de Žiča (1207-1217), el lugar de la coronación de los reyes serbios
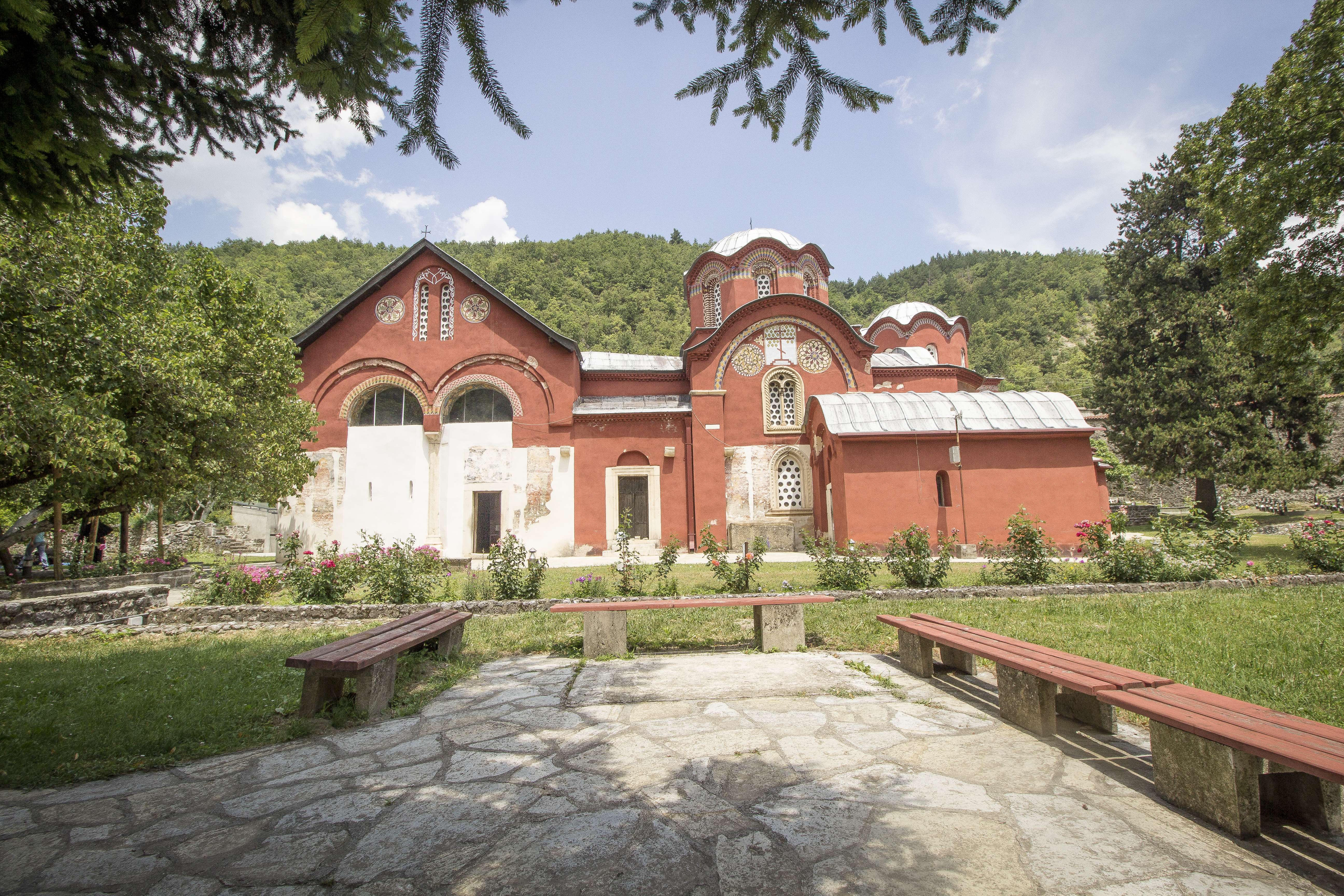
El Monasterio patriarcal de Peć es la residencia histórica de los arzobispos serbios, declarado Patrimonio de la Humanidad por la UNESCO.
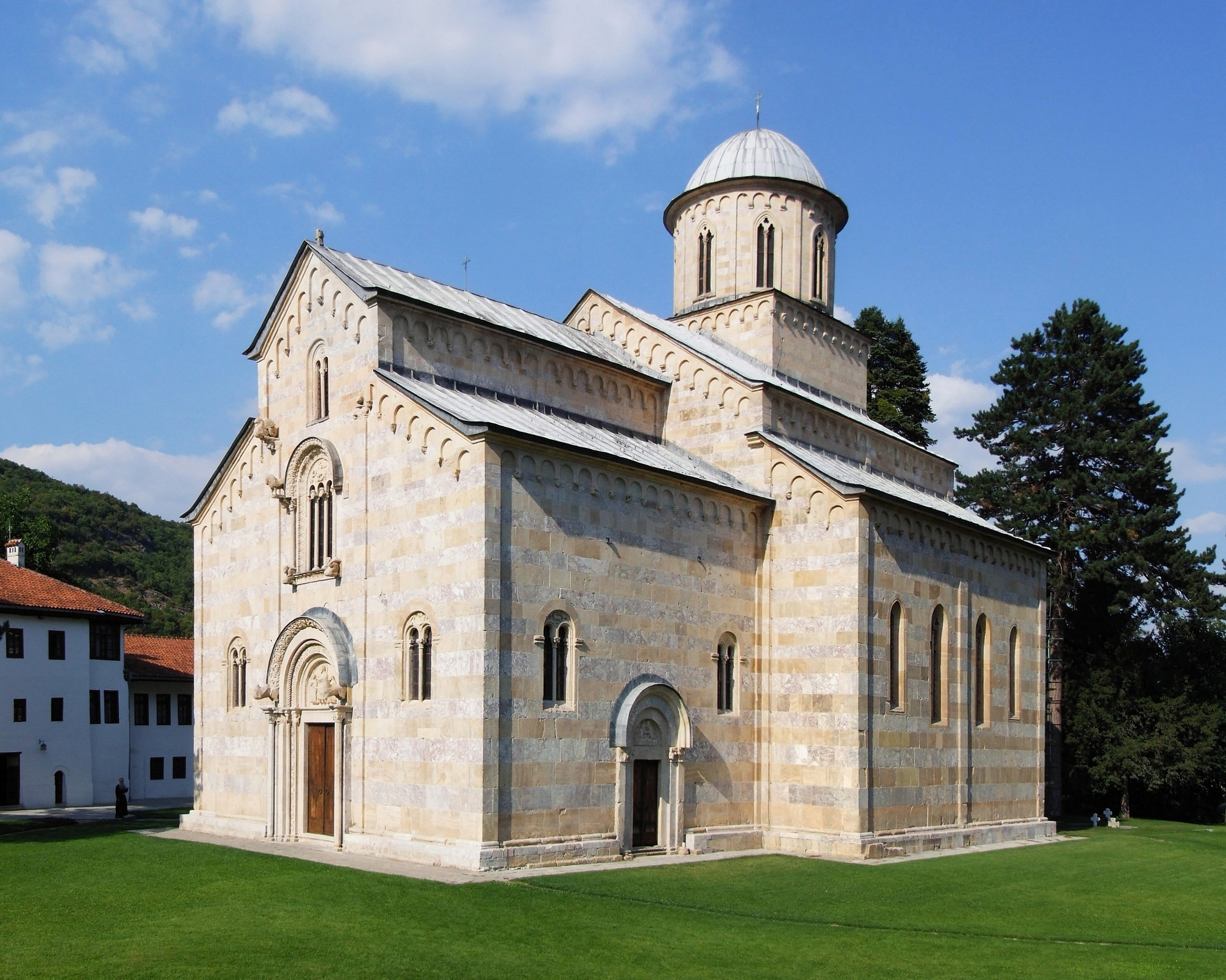
Monasterio ortodoxo serbio Visoki Dečani, construido en el siglo XIV, declarado Patrimonio de la Humanidad por la UNESCO
Monasterio de Gračanica ortodoxo serbio, construido en el siglo XIV, declarado Patrimonio de la Humanidad por la UNESCO

### Estilo Serbo-Bizantino
Este es un estilo arquitectónico eclesiástico que floreció en la Baja Edad Media serbia, que se desarrolló fusionando la arquitectura bizantina contemporánea con influencias de Rascia para formar un nuevo estilo. A finales del siglo XIII y en la primera mitad del siglo XIV, el estado serbio se expandió sobre Macedonia, Epiro y Tesalia hasta el mar Egeo. En estos nuevos territorios, el arte serbio estuvo aún más influenciado por la tradición artística bizantina.
Gračanica, que fue completamente reconstruida por el rey Milutin en 1321, es el monumento más hermoso de la arquitectura serbia del siglo XIV. La iglesia de este monasterio es un ejemplo de una construcción que logró el más alto grado de arquitectura no solo en la forma bizantina sino en la creación de un estilo original y libre superando sus modelos. La creación de paredes en escalones es una de las características básicas de este templo. La Iglesia de los Reyes en Studenica, caracterizada por ser una iglesia ideal, fue construida en las primeras décadas del siglo XIV.
A finales de la tercera década del siglo XIV, finalmente se había formado el Monasterio patriarcal de Peć. El exterior del Patriarcado es una visión de las formas características de la arquitectura serbia contemporánea. En la mayor parte de las paredes exteriores se utilizó pintura decorativa en lugar de relieve en piedra y decoración de ladrillo y piedra. Una iglesia serbo-bizantina típica tiene una base rectangular, con una cúpula principal en el centro con cúpulas más pequeñas alrededor de la central. El interior de la iglesia está cubierto de frescos que ilustran varias historias bíblicas y retratan a los santos serbios.

### Arquitectura Otomana en Serbia
El territorio de lo que hoy es la República de Serbia fue parte del Imperio otomano durante el período moderno temprano, especialmente Serbia Central, a diferencia de Voivodina, que pasó al dominio de los Habsburgo a partir de finales del siglo XVII (con varias tomas de Serbia Central como bien). La cultura otomana influyó significativamente en la región, en arquitectura, cocina, idioma y ropa, especialmente en las artes y el Islam.

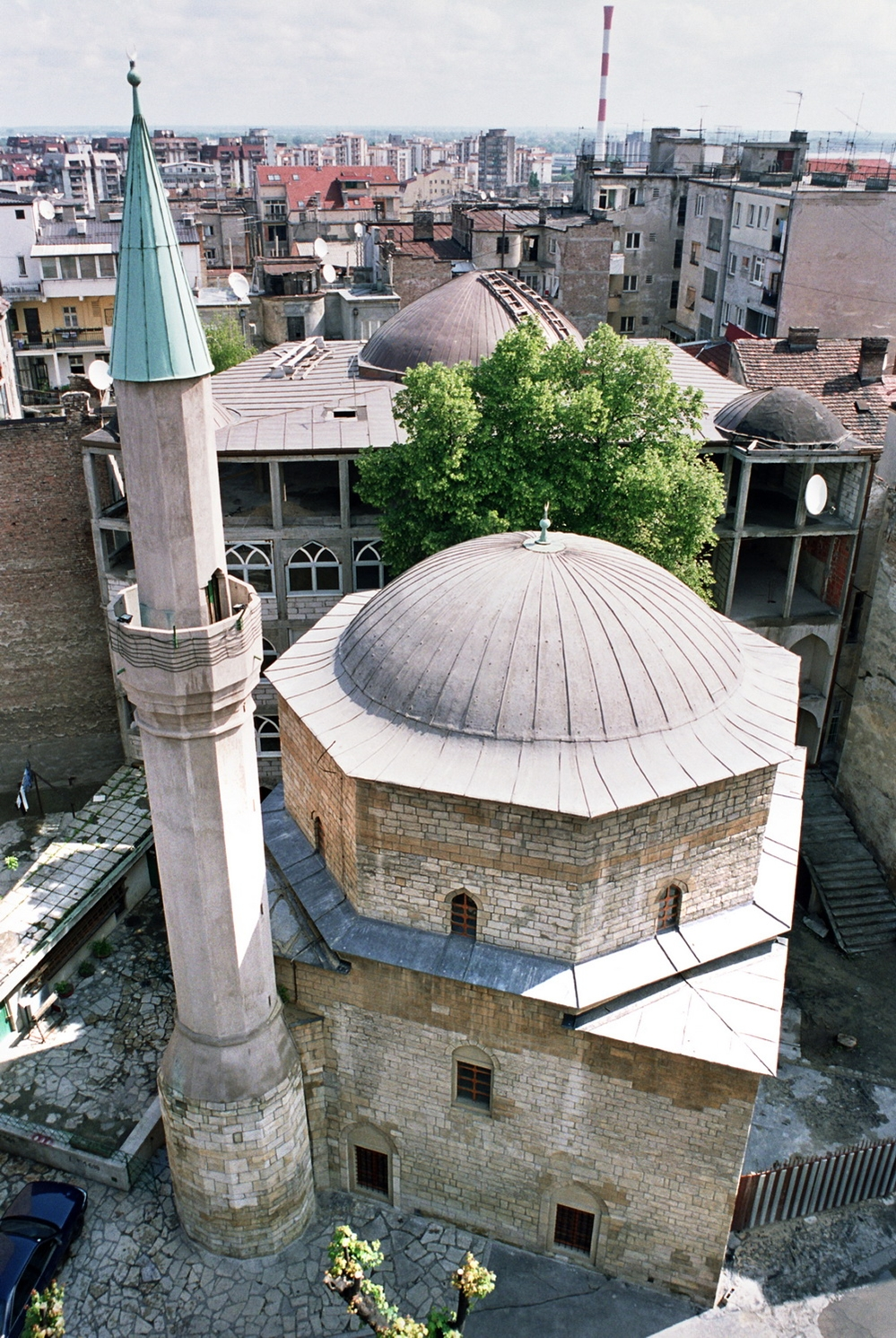
Mezquita Bajrakli, 1575
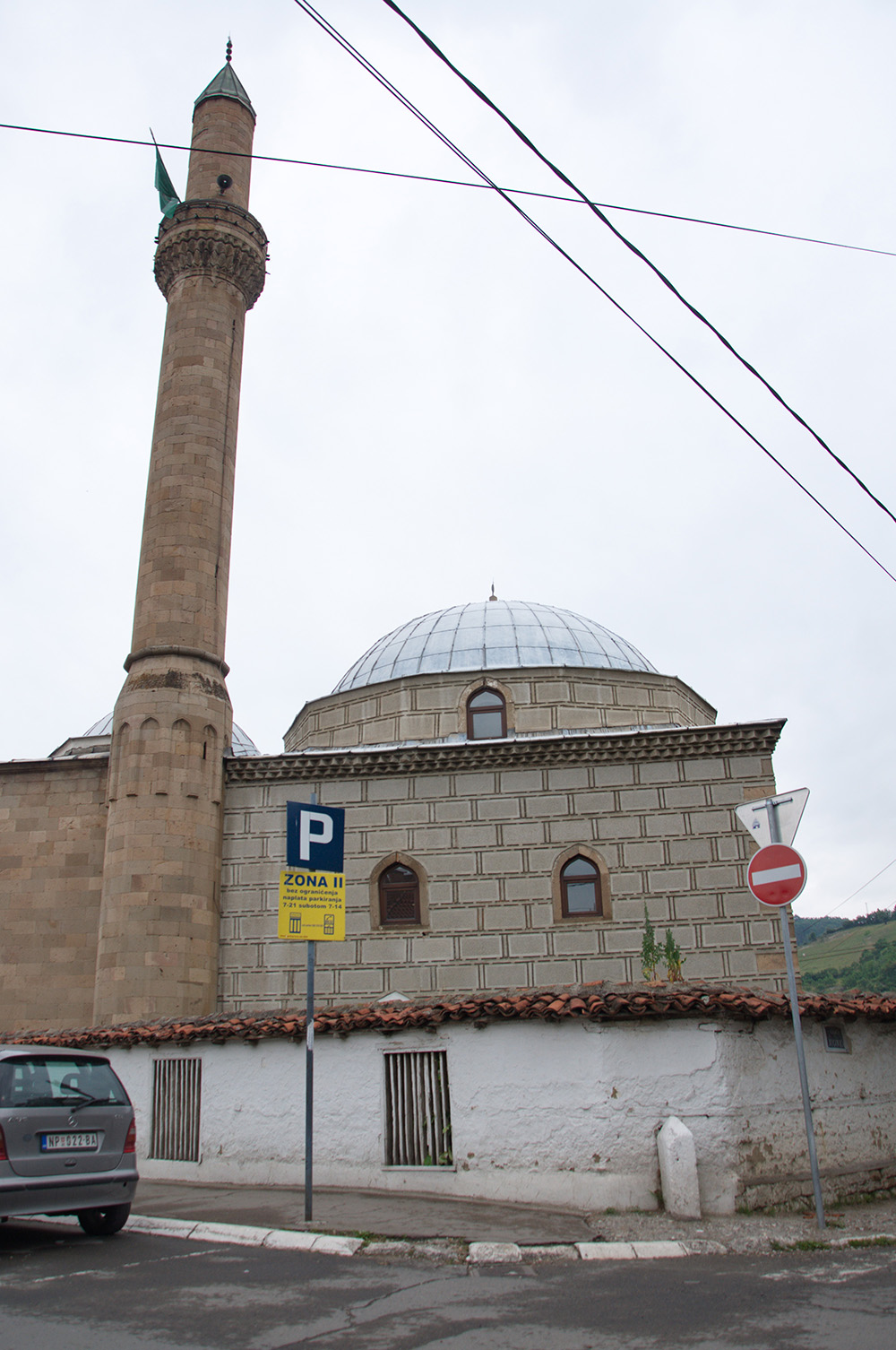
Mezquita Altun-Alem, Novi Pazar, siglo XVI
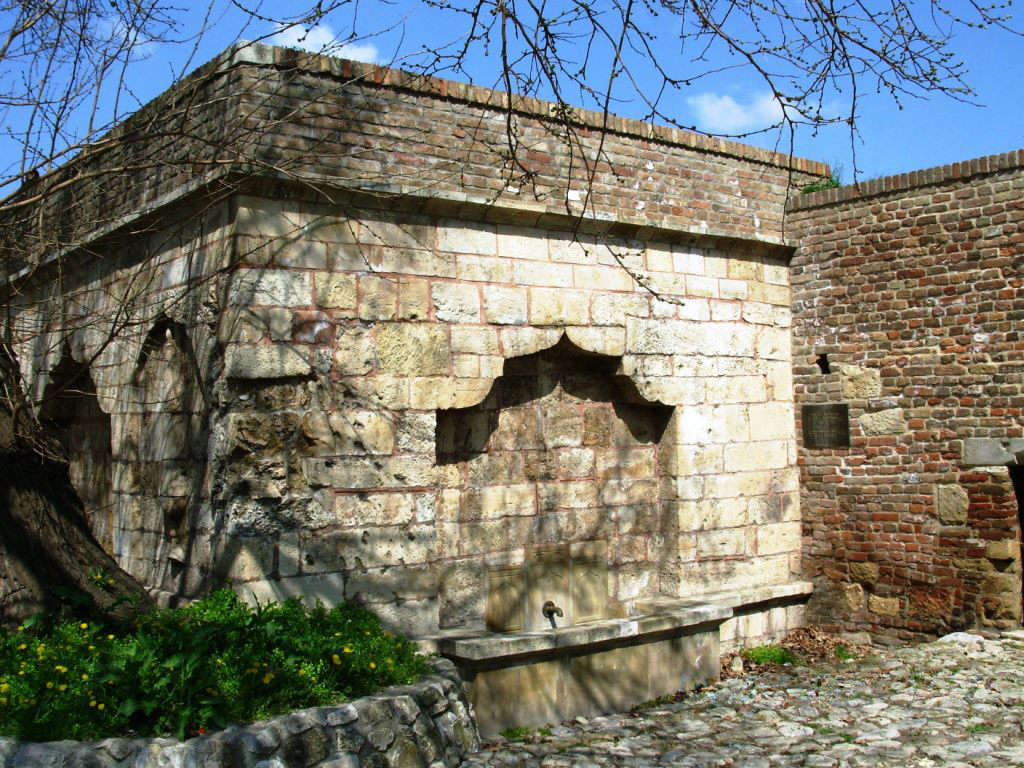
Fuente de Mehmed Paša Sokolović, Belgrado, 1576/77
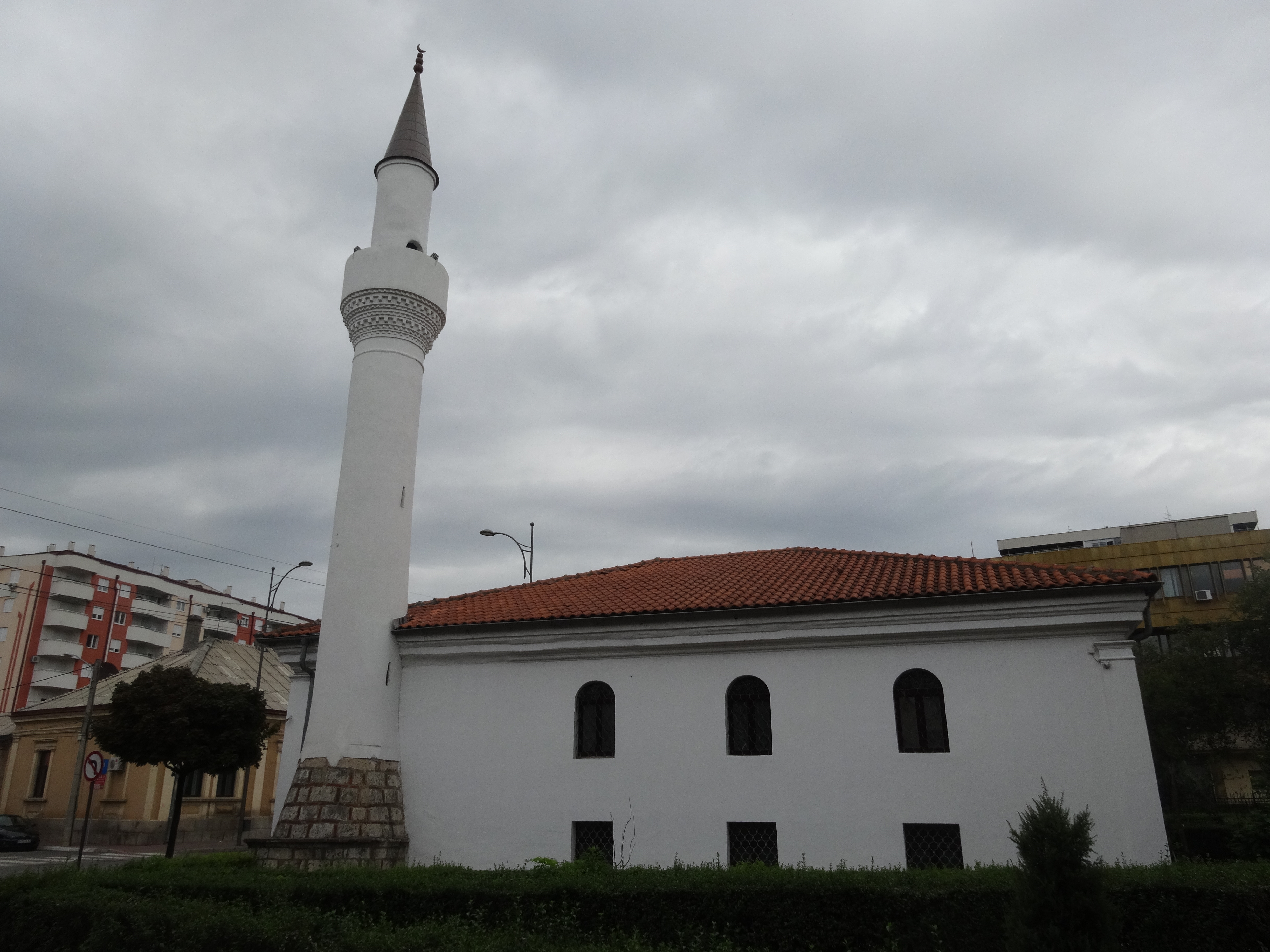
Mezquita de Islam-aga, Niš, 1720
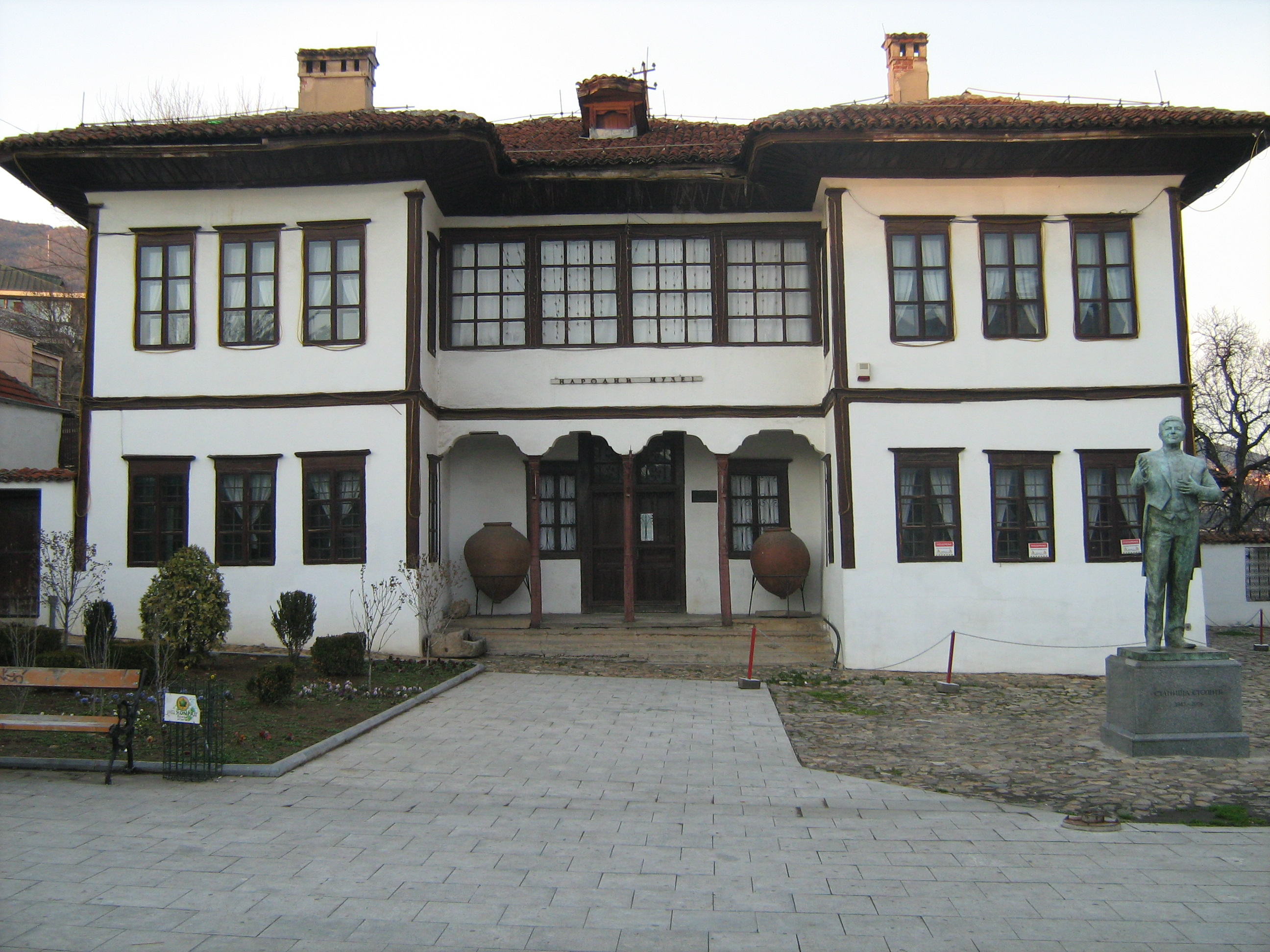
Casa de Baja, Vranje, 1765

## Modernidad

### Barroco

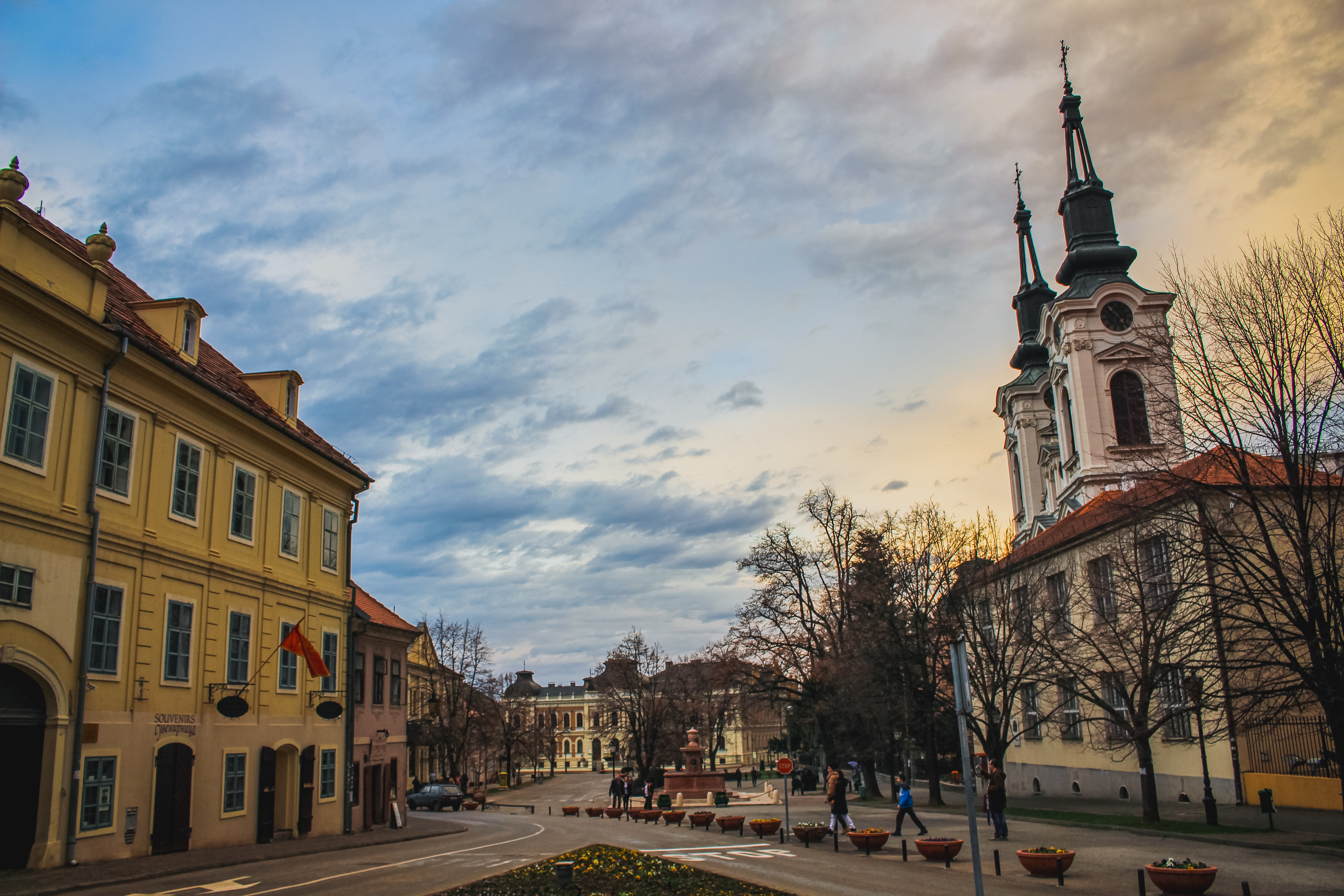
En Sremski Karlovci se pueden encontrar varios edificios de importancia histórica influenciados por la arquitectura occidental.

Durante el breve dominio austríaco sobre Belgrado, se construyó un barrio barroco, con una plaza y varios edificios monumentales. Después de la reconquista de la ciudad por los turcos otomanos, todos los edificios barrocos fueron demolidos. La mayoría de las iglesias ortodoxas serbias se construyeron con todas las características de las iglesias barrocas construidas en las regiones administradas por Austria. Las iglesias generalmente tenían un campanario y un edificio de una sola nave con el iconostasio en el interior de la iglesia cubierto con pinturas de estilo renacentista. Estas iglesias se pueden encontrar principalmente en la provincia de Zemun y Voivodina.

### Renacimiento Serbo-Bizantino
El siglo XIX fue una época de desarrollo del nacionalismo serbio, que también buscaba desarrollar un "estilo nacional" en la arquitectura, en consonancia con las ideas del nacionalismo romántico. Dentro del movimiento más amplio del historicismo, en paralelo a la arquitectura neoclásica, Serbia vio el desarrollo en particular de un estilo arquitectónico del Renacimiento bizantino. Otros tipos de historicismos han tenido un impacto menor en Serbia, aunque hay algunos ejemplos de arquitectura neogótica como el castillo de Kapetanovo de 1904.
La arquitectura sacra moderna de Serbia obtuvo su impulso principal de la iglesia de entierro dinástico en Oplenac, que fue encargada por un miembro de la dinastía Karađorđević en 1909. Con la llegada del artista ruso emigrado después de la Revolución de Octubre, los principales edificios gubernamentales de Belgrado fueron planificados por eminentes arquitectos rusos formados en el Imperio ruso. Fue el rey Alejandro I. quien fue el patrón del movimiento neobizantino. Sus principales proponentes fueron Aleksandar Deroko, Momir Korunović, Branko Krstić, Petar Krstić, Grigorijji Samojlov y Nikolay Krasnov. Su principal contribución fueron Beli dvor, el Templo de San Sava, la Iglesia de San Marcos, Belgrado. Después de que terminó la era comunista, Mihailo Mitrović y Nebojša Popović fueron defensores de las nuevas tendencias en la arquitectura sacra que utilizaron ejemplos clásicos de la tradición bizantina.

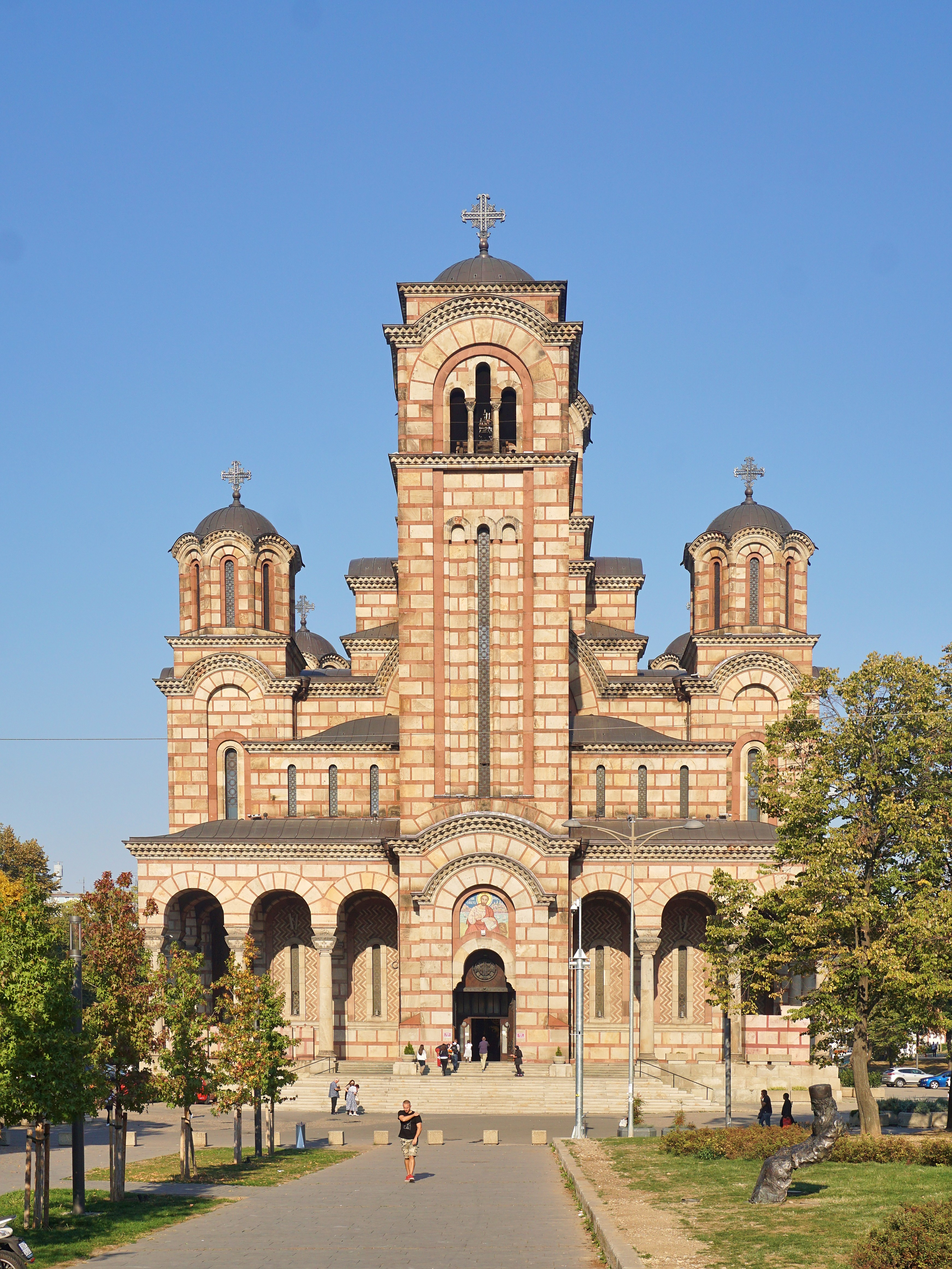
Iglesia de San Marcos, Belgrado, 1835
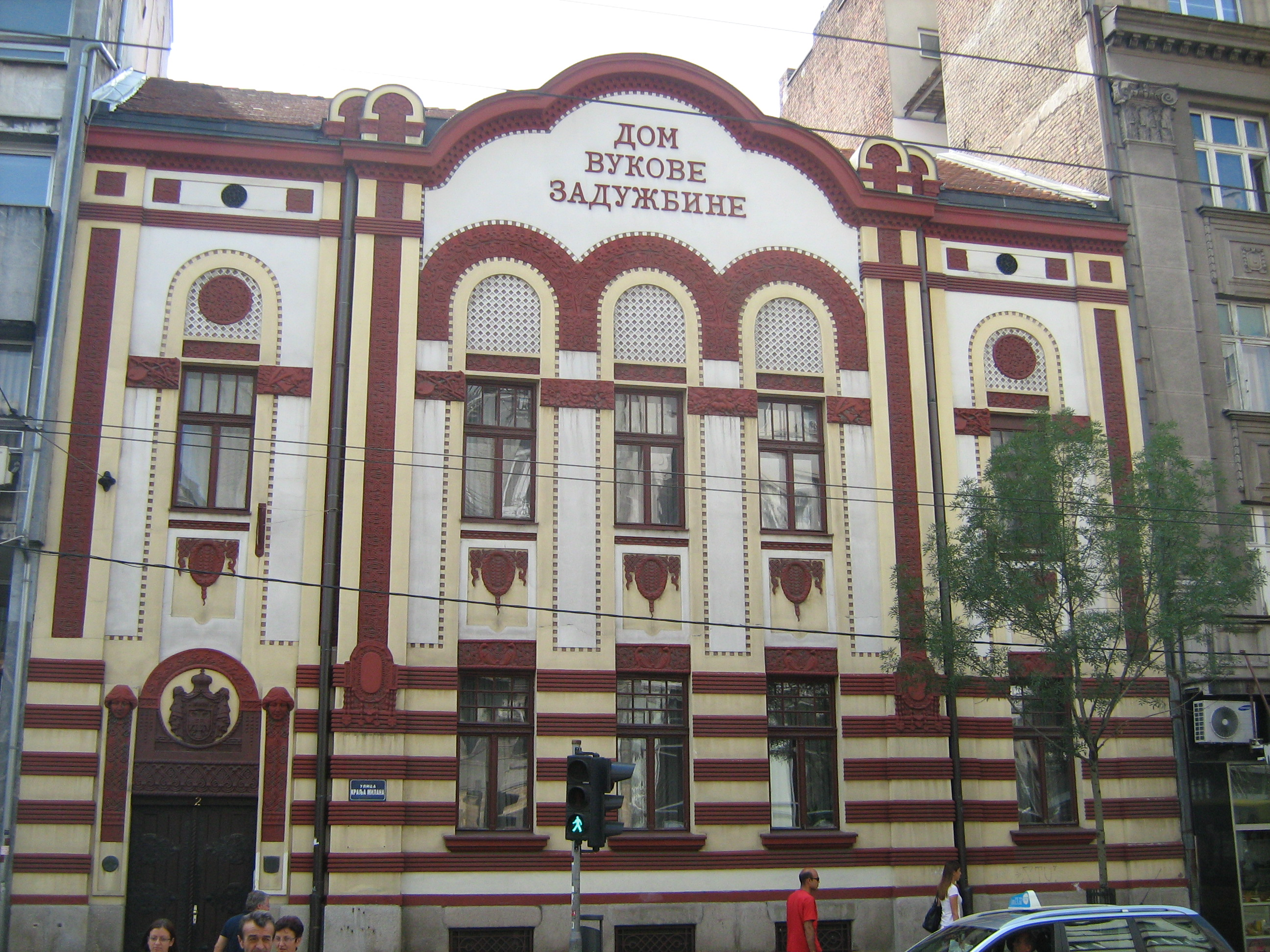
Fundación de la Casa de Vuk en Belgrado por Branko Tanazević, 1879
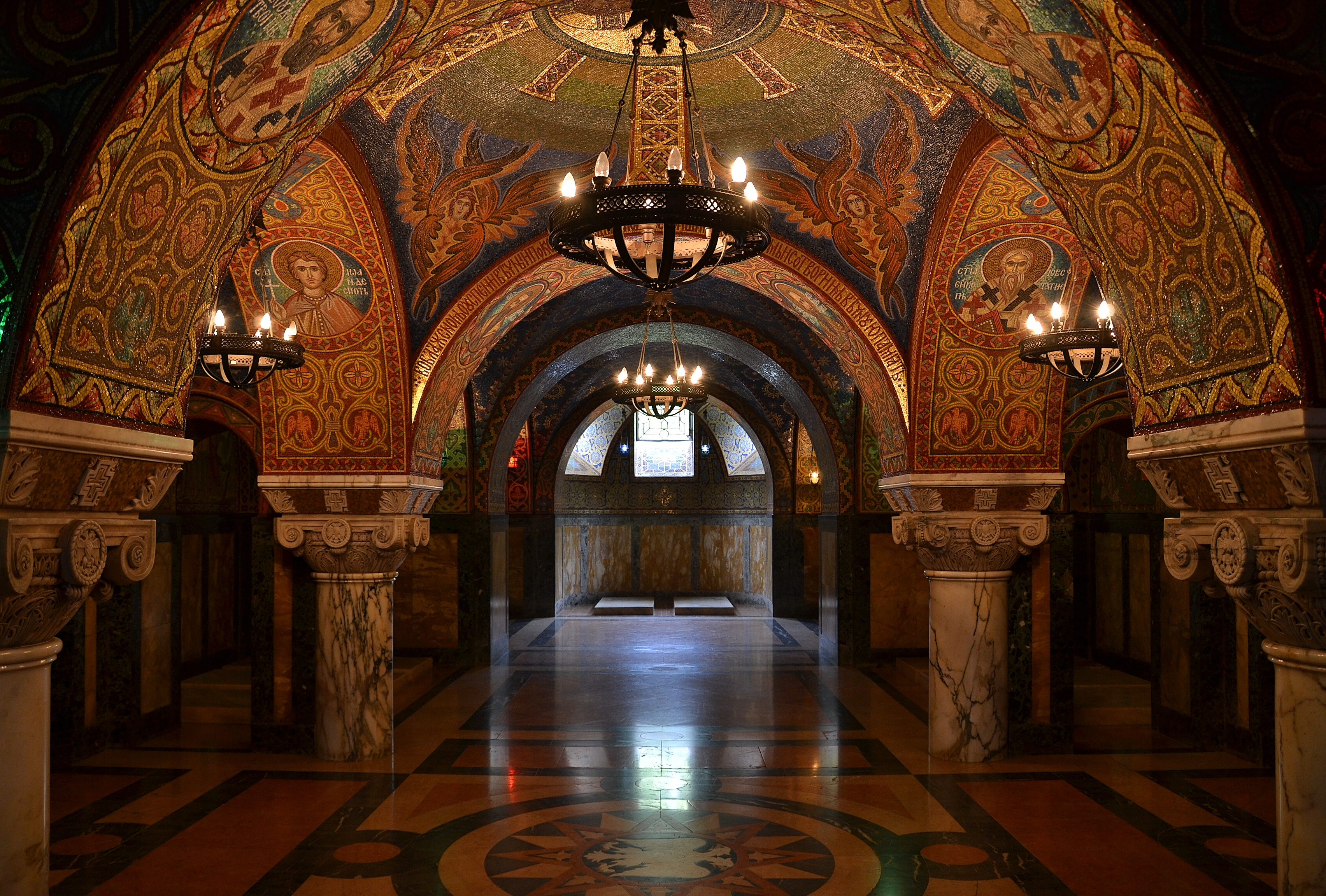
Cripta del mausoleo de Oplenac por Nikolay Krasnov, 1910
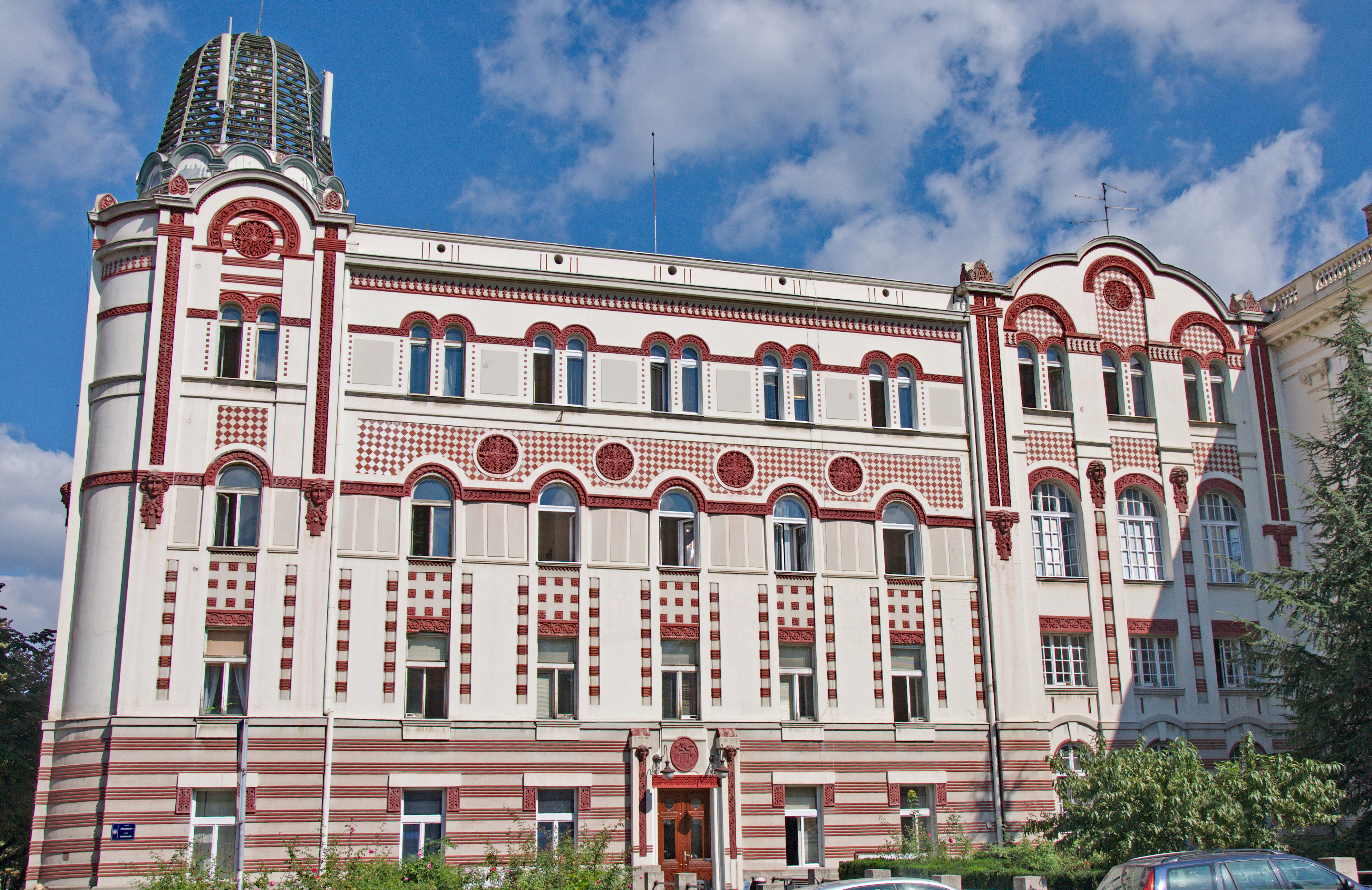
Antigua central telefónica en Belgrado por Branko Tanazević, 1923
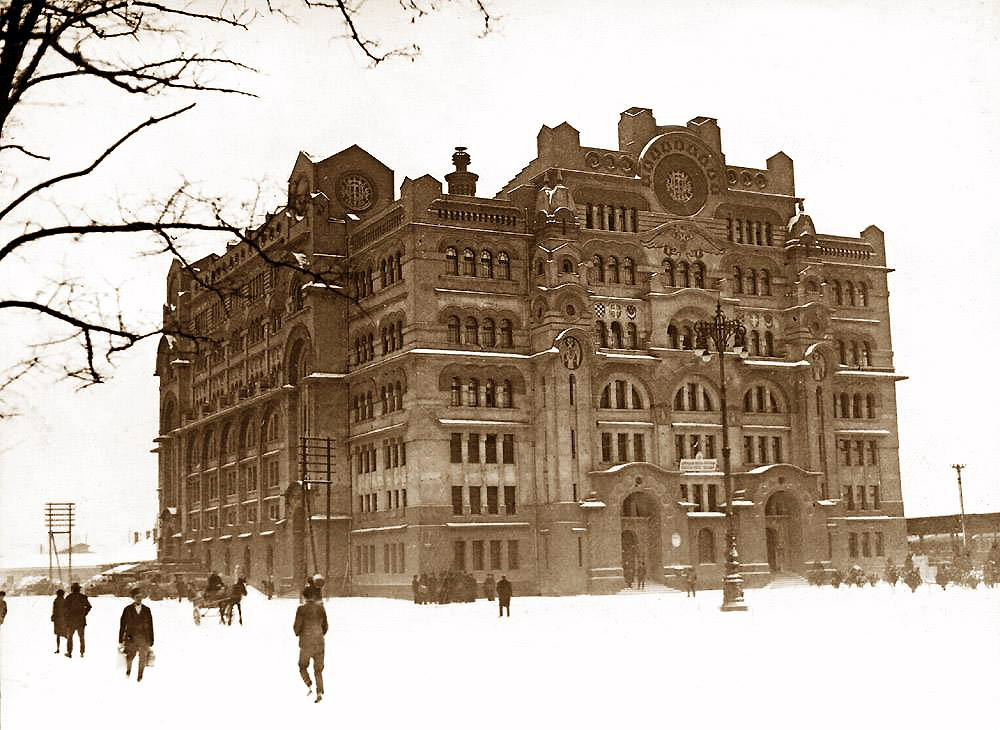
Antigua Oficina de Correos de Momir Korunović, 1929

### Estilo Art Nouveau y Secesión
El estilo Art Nouveau y Secesión de Viena floreció en el norte del país a principios del siglo XX, cuando la región de Voivodina todavía formaba parte del reino húngaro bajo los Habsburgo. Subotica y Zrenjanin albergan edificios particularmente notables de la época. Novi Sad y Belgrado tampoco fueron inmunes a la novedad arquitectónica.
- Novi Sad: Banco de Vojvodina (1904), Sinagoga de Novi Sad (1909), Palacio de Tomin (1909)[12]
- Subotica: Sinagoga (1901), Ayuntamiento, Biblioteca Municipal, Palacio Raichle

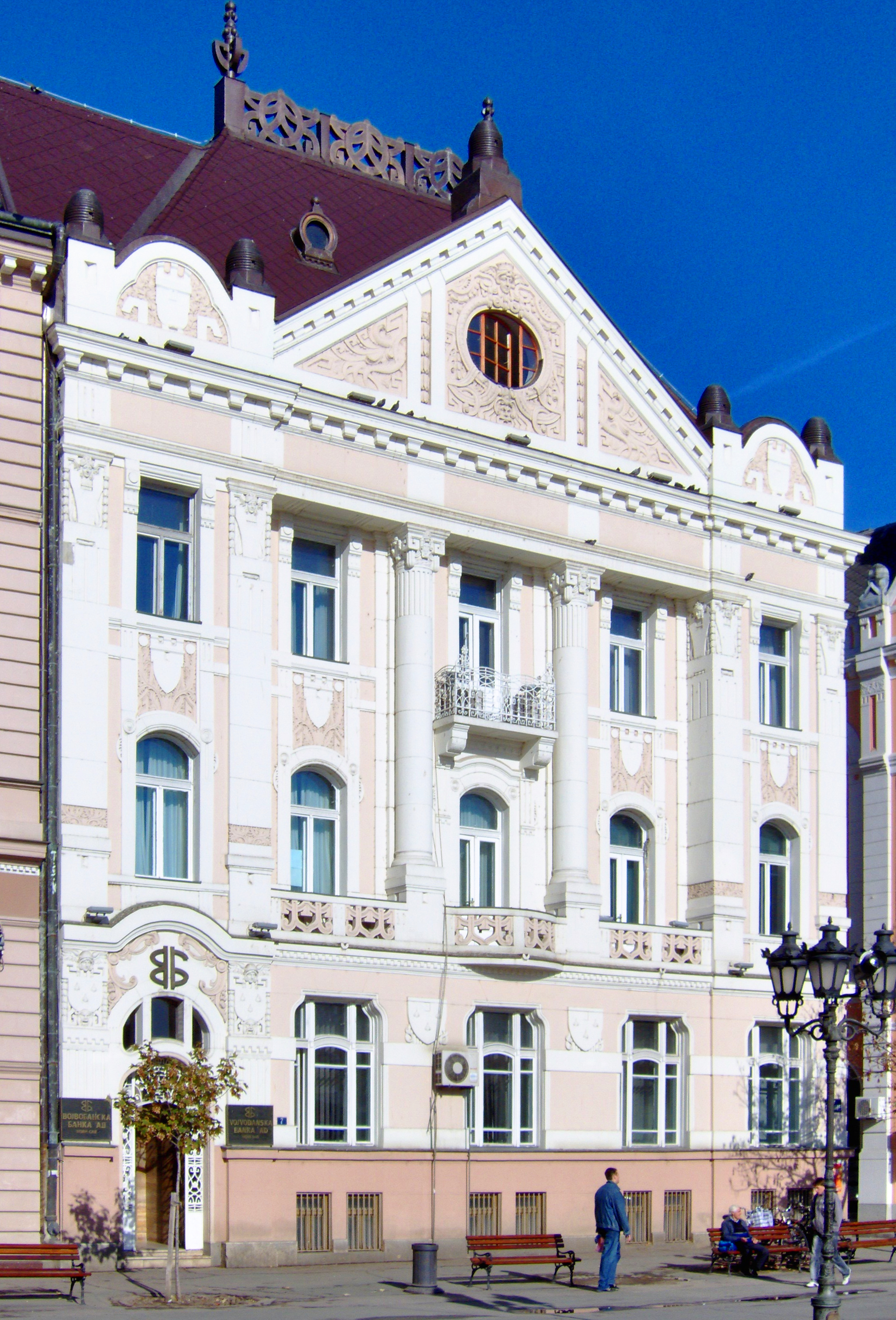
Banco de Voivodina (1904)
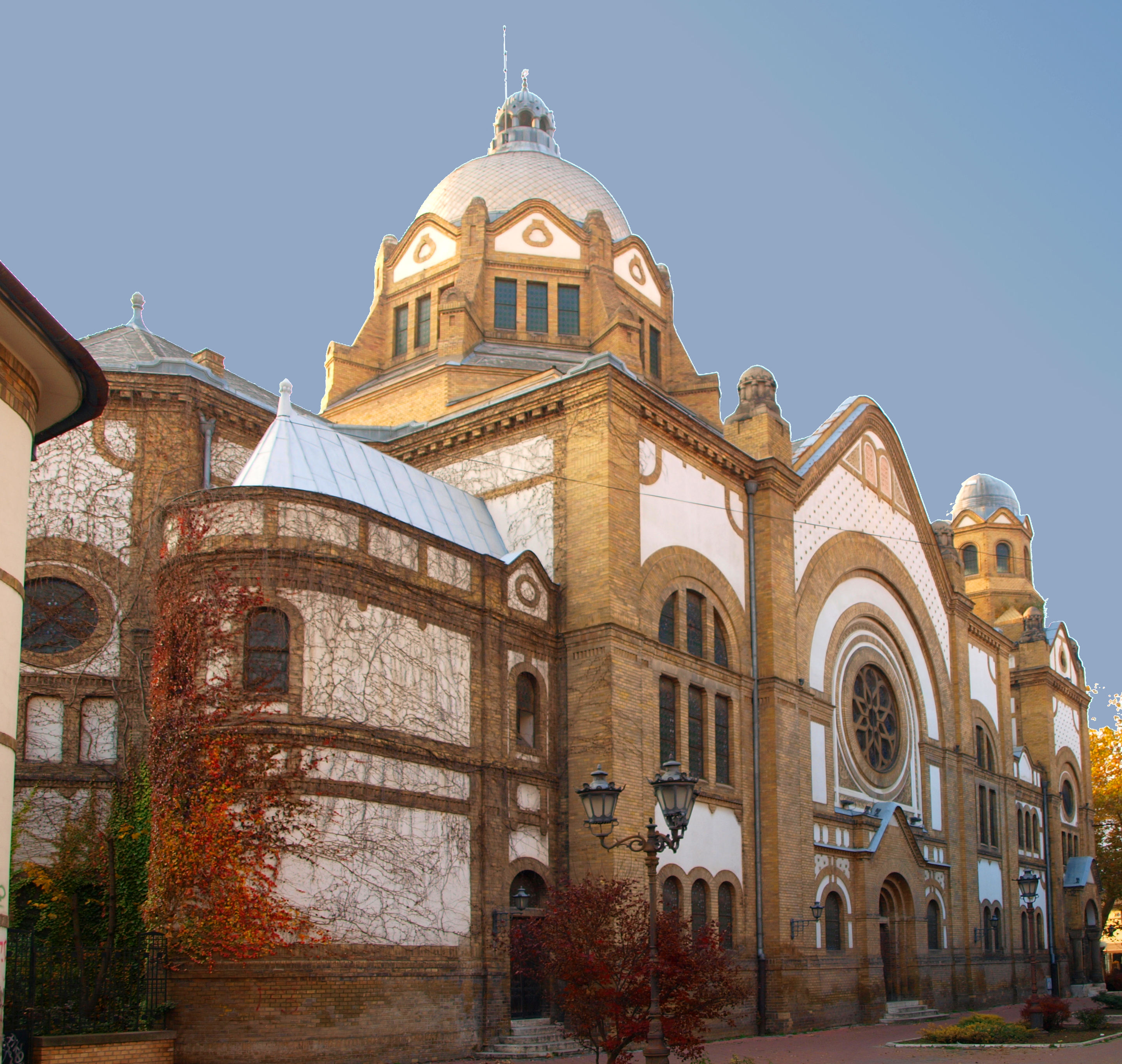
Sinagoga de Novi Sad (1909)
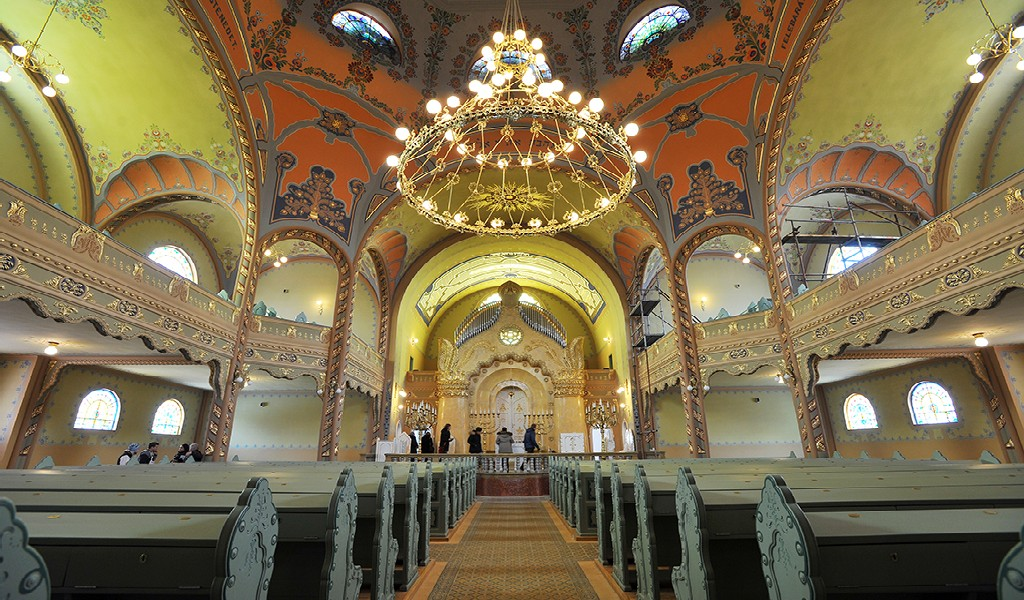
Sinagoga de Subotica (1902)e Interior durante la renovación
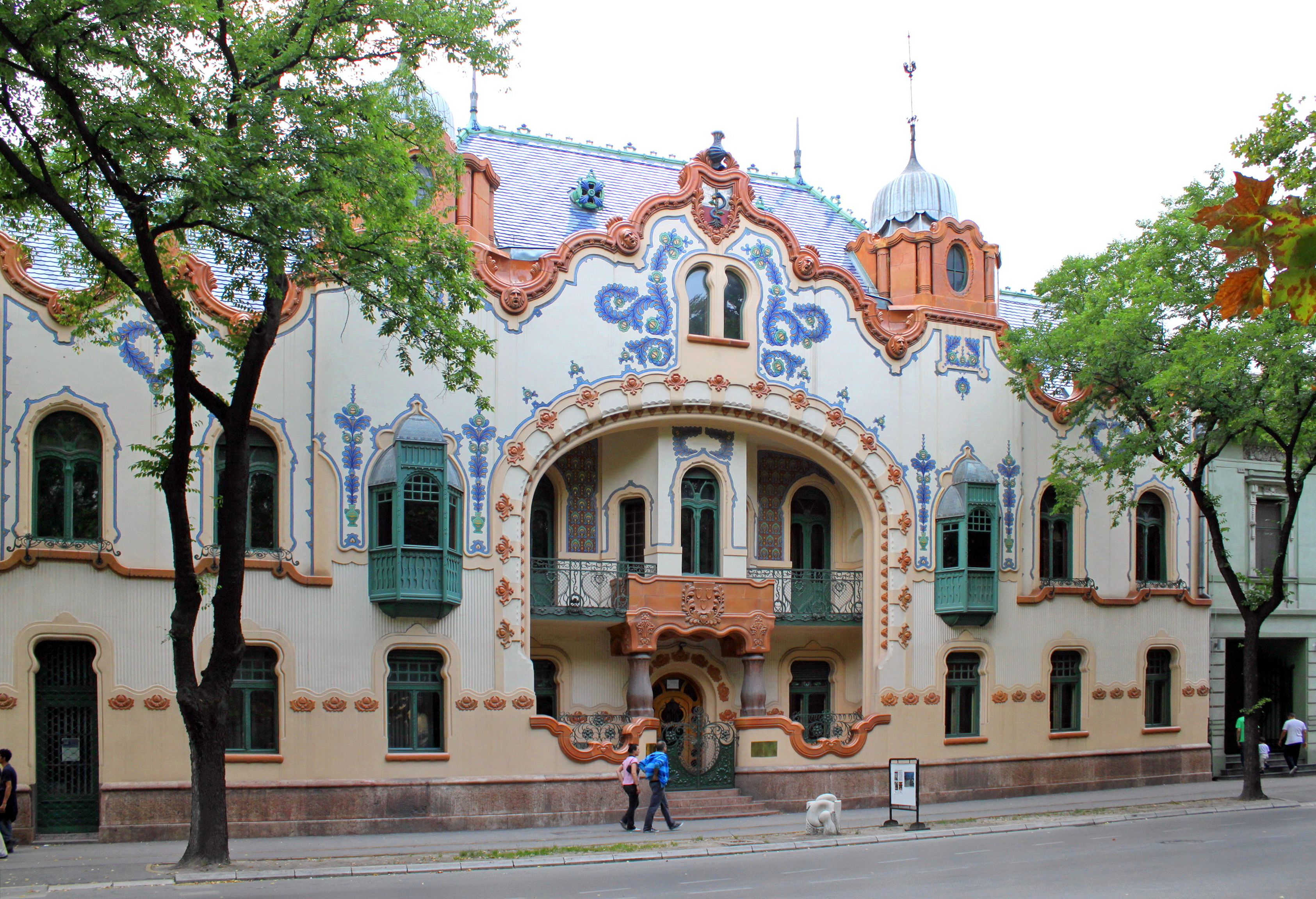
Palacio Raichle, Subotica (1904)
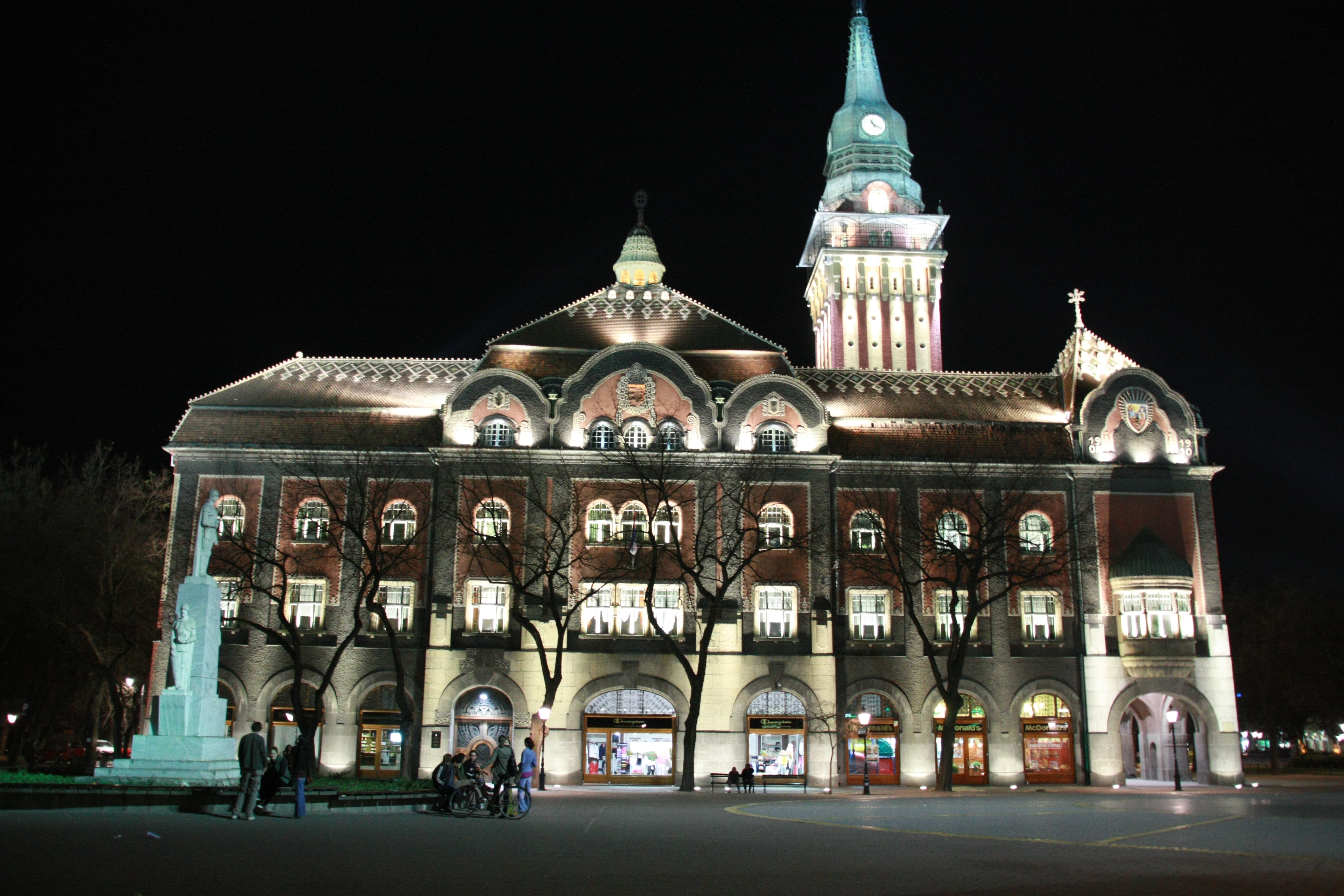
Ayuntamiento de Subotica (1910)

- Zrenjanin: Casa de Lipot Goldšmit,[14] Ayuntamiento, Palacio Dunđerski, Casa Bence, Puente Pequeño,

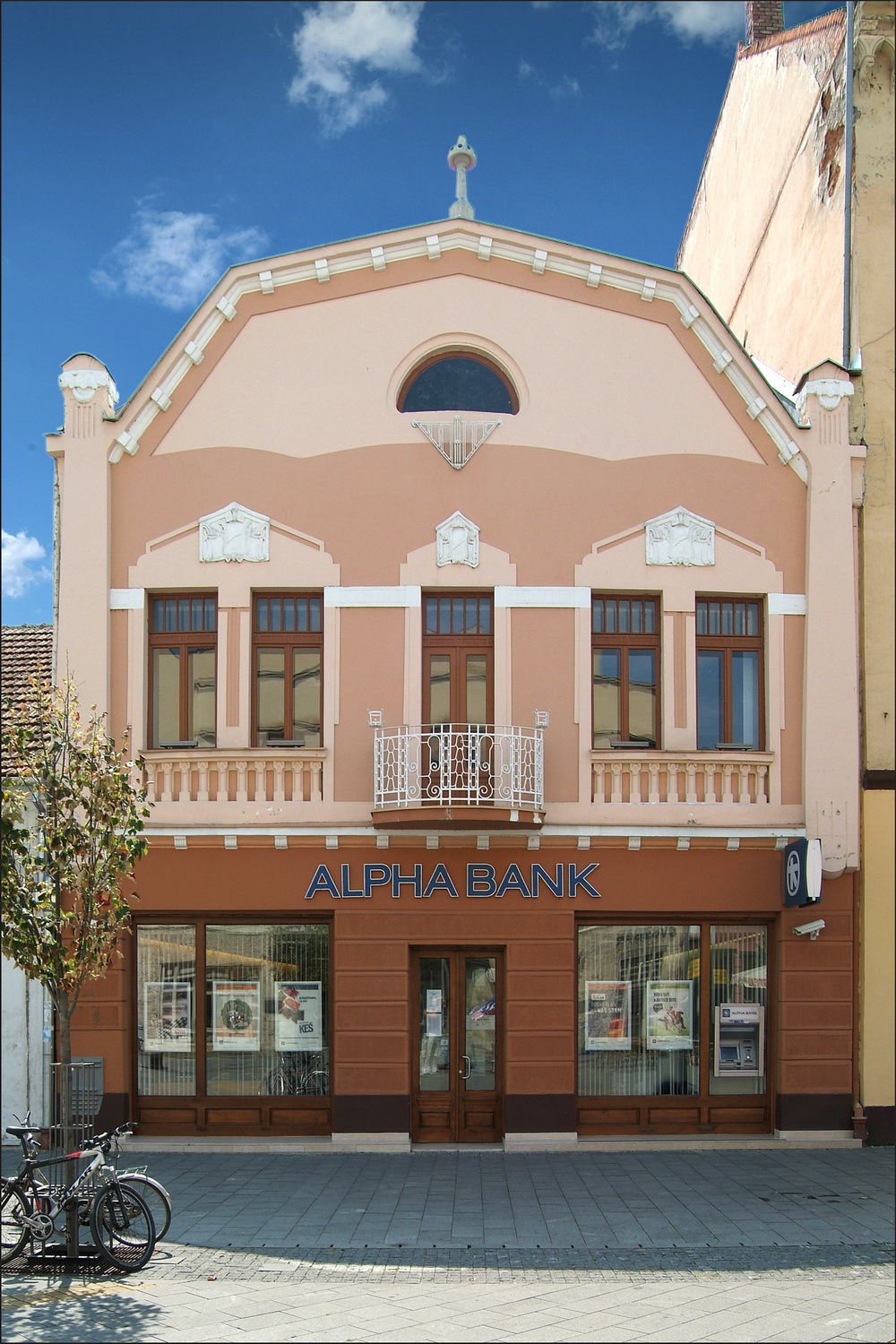
Casa de Lipot Goldšmit, década de 1870
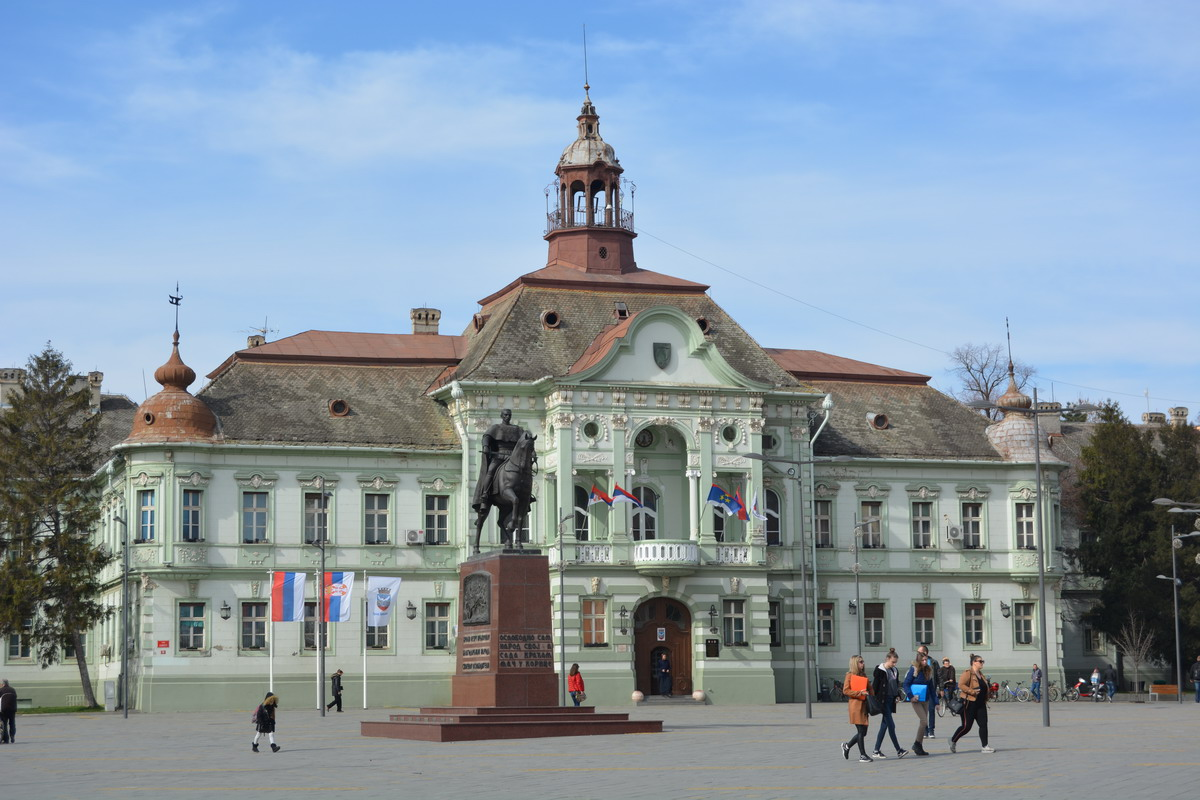
Ayuntamiento de Zrenjanin, 1890
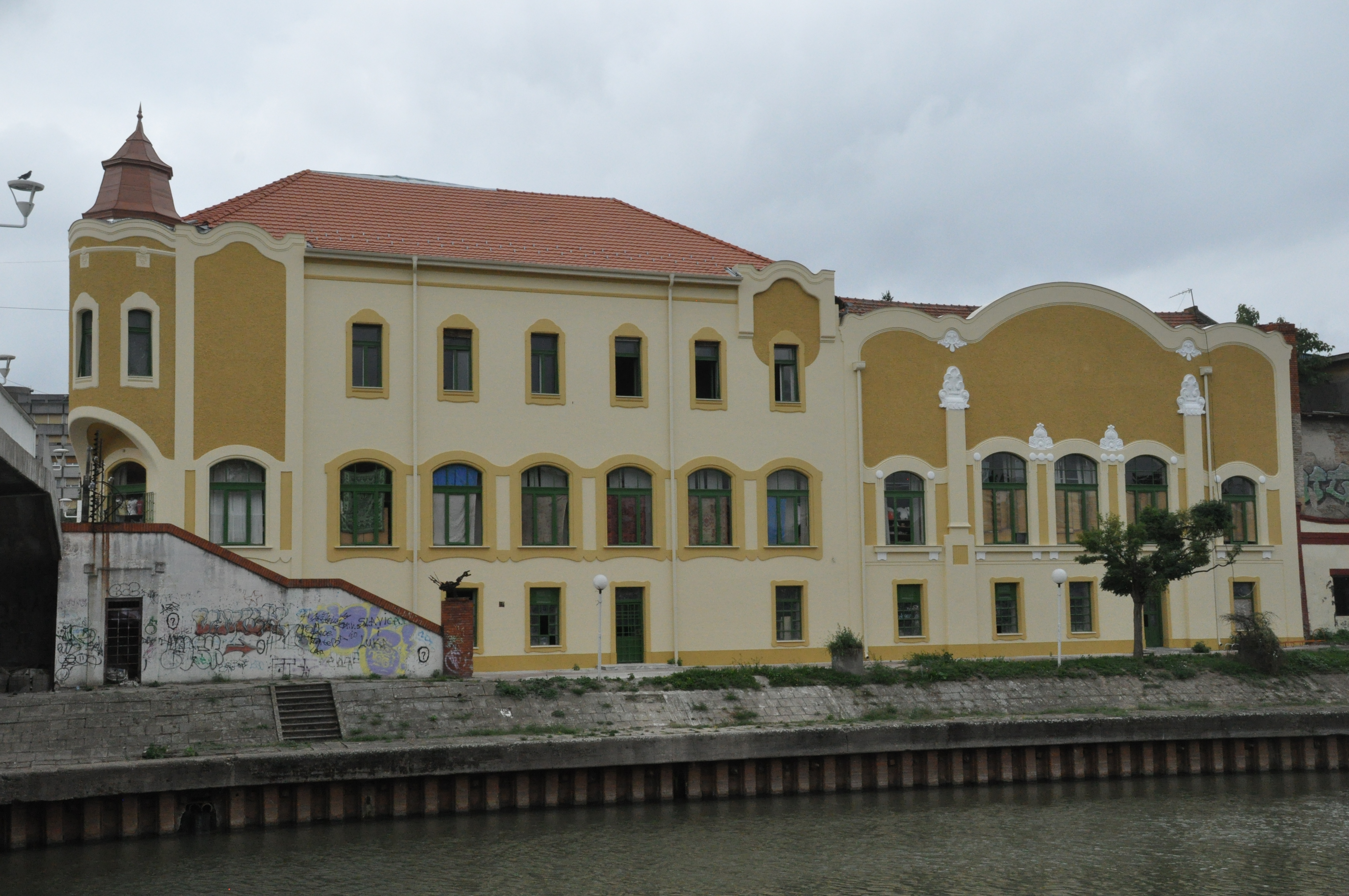
Palacio de la rica familia Dunđerski, 1906

- Belgrado: Hotel Moskva (1908), Casa de Vučo sobre el Sava (1908), Estudio de Uros Predic (1908), Casa de Mika Alas (1910),

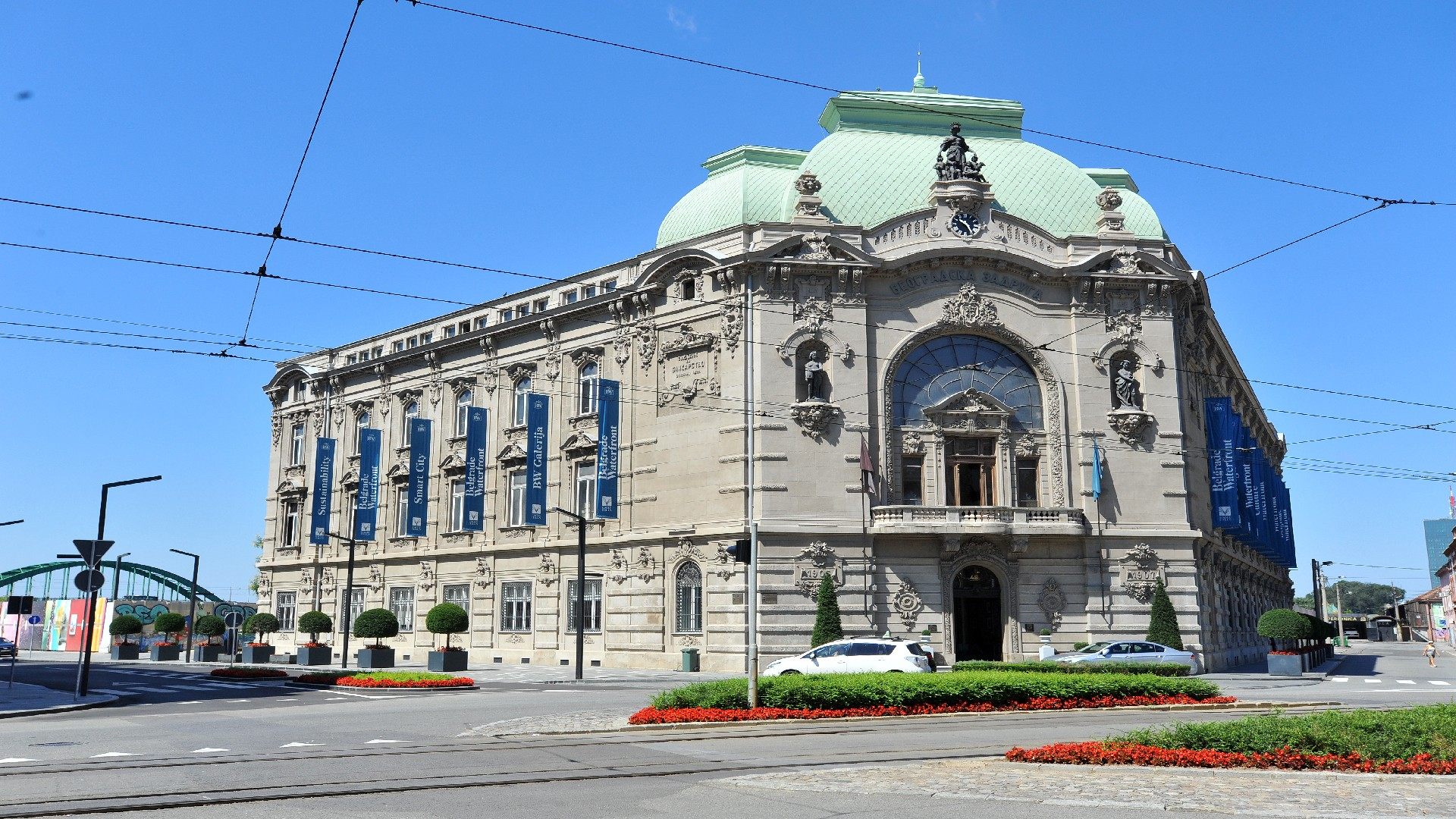
Cooperativa bancaria de Belgrado, 1882
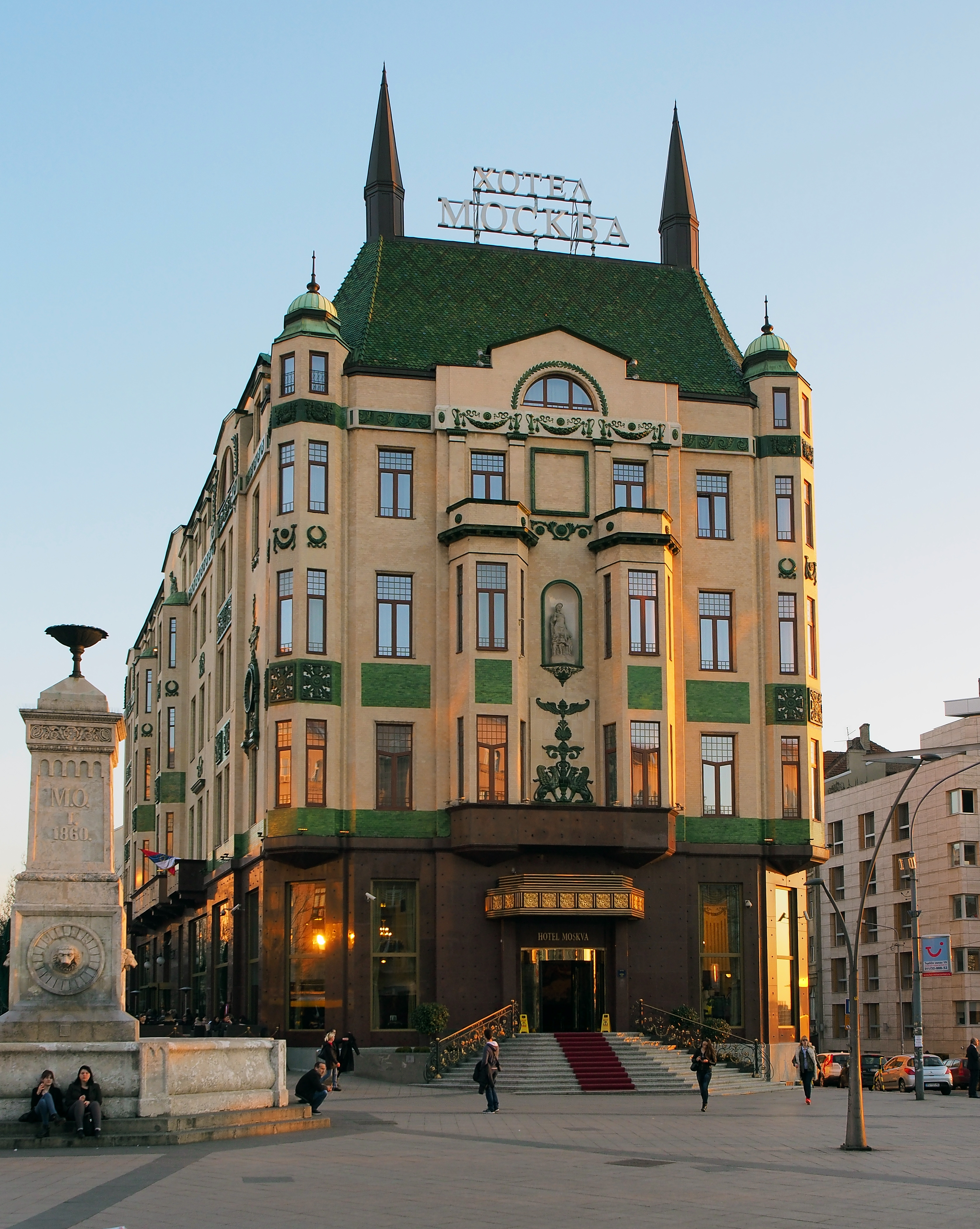
Hotel Moskva (1908)
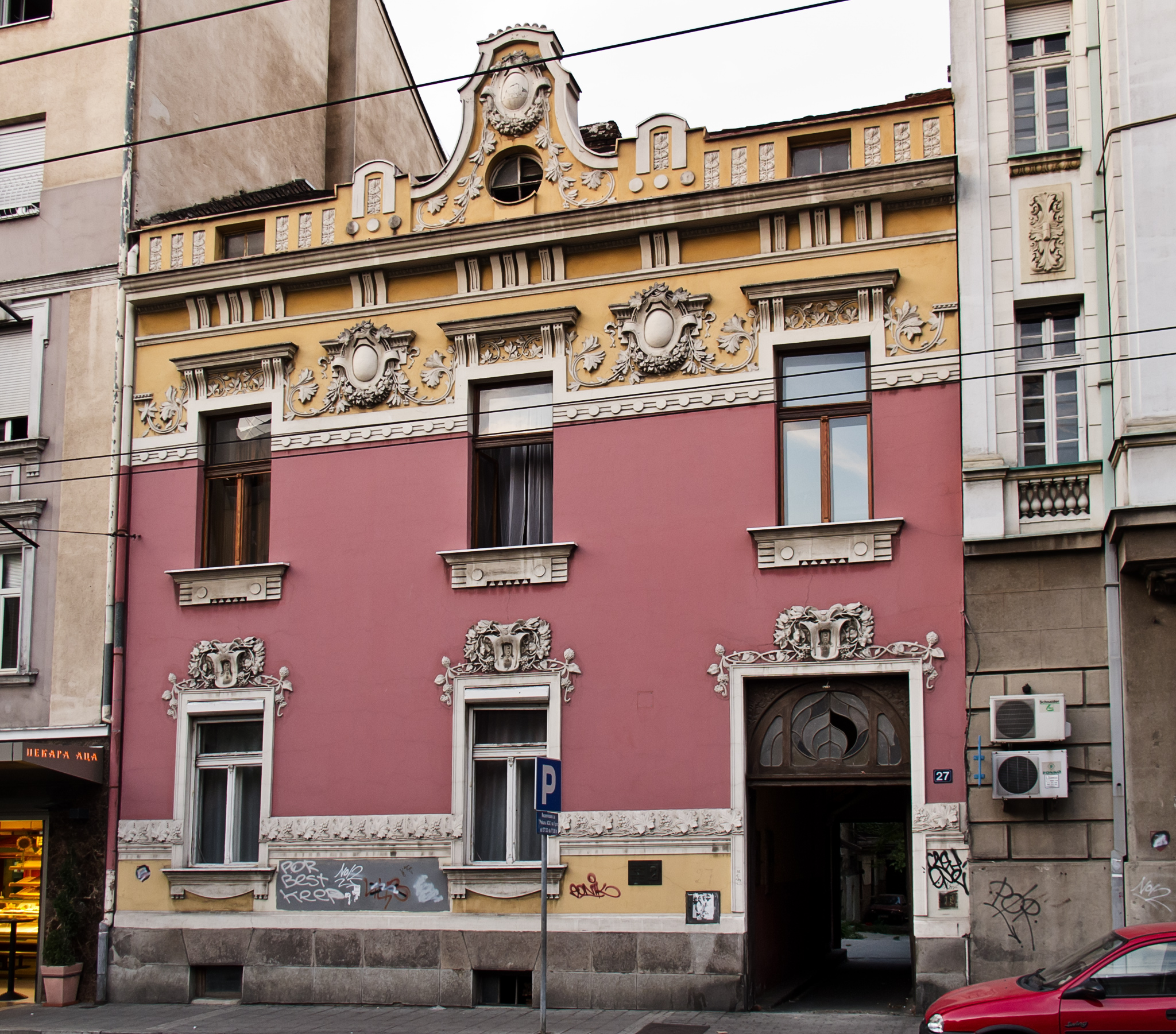
Estudio de Uros Predic construido en estilo de la Secesión de Viena, Belgrado (1908)
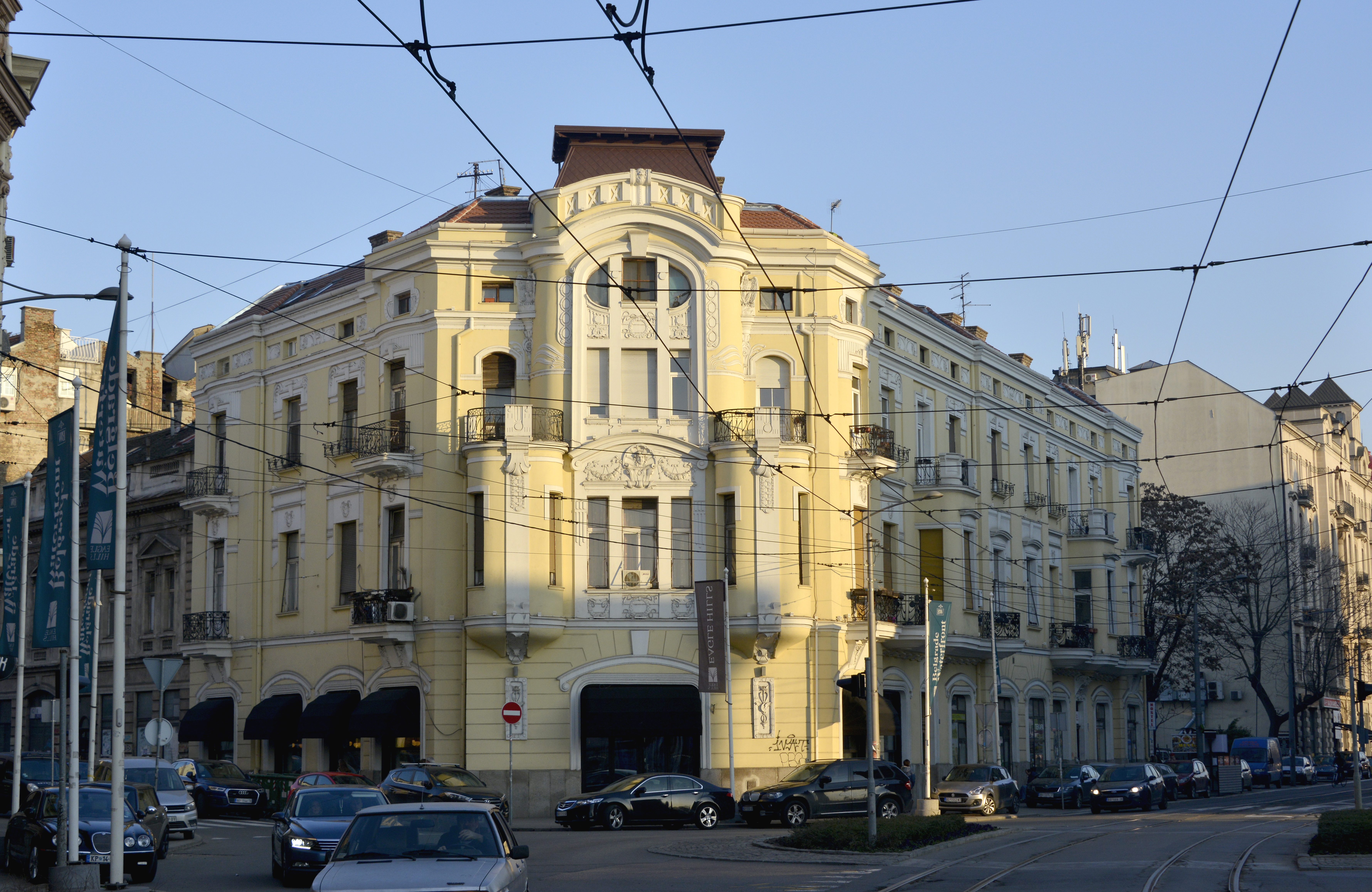
Casa de Vučo sobre el Sava (1908)
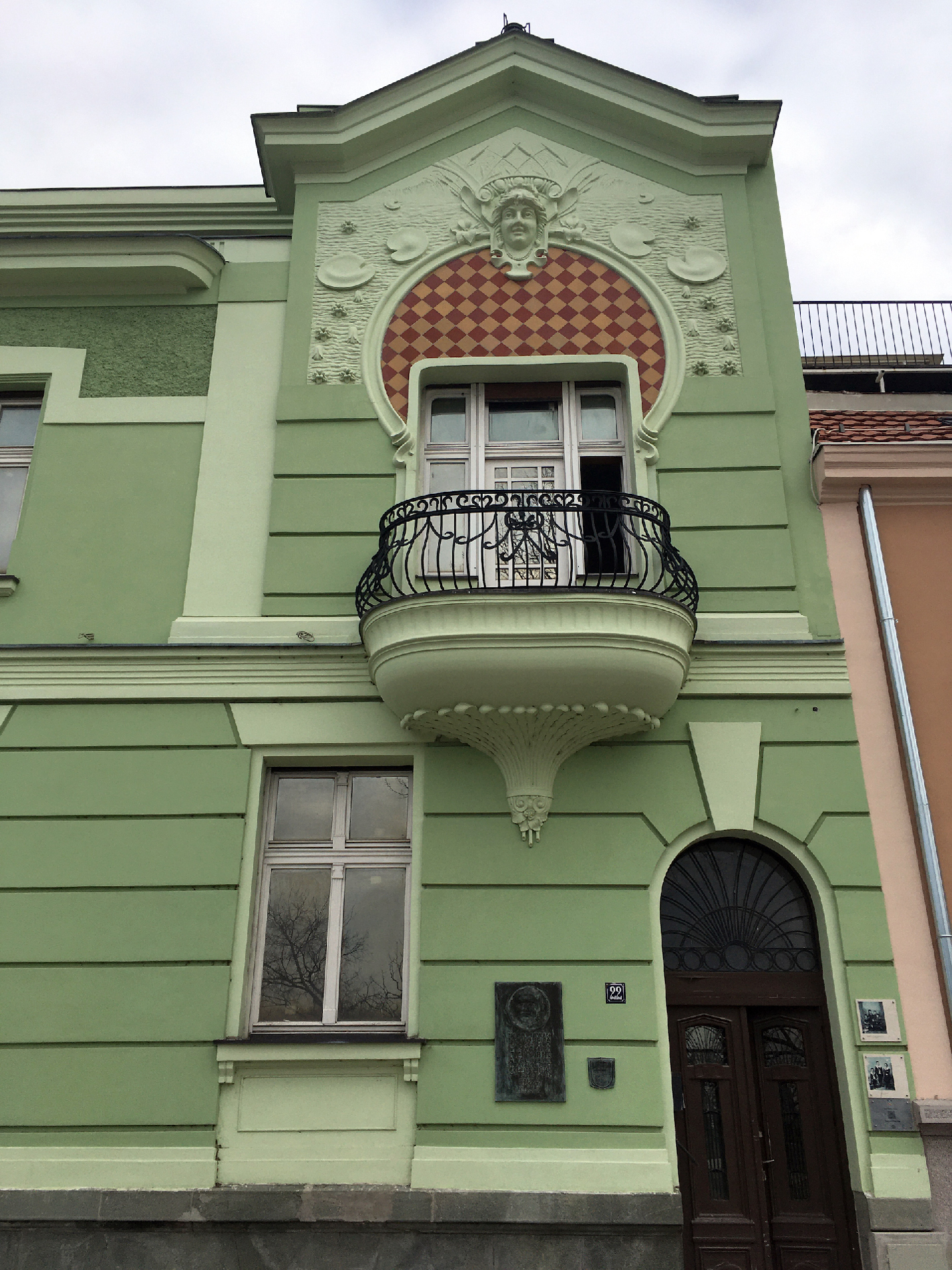
Casa de Mika Alas en (1910)

## Período yugoslavo realista
La arquitectura yugoslava surgió en las primeras décadas del siglo XX antes del establecimiento del estado; durante este período, varios creativos eslavos del sur, entusiasmados con la posibilidad de la condición de Estado, organizaron una serie de exposiciones de arte en Serbia en nombre de una identidad eslava compartida. Tras la centralización gubernamental después de la creación en 1918 del Reino de Yugoslavia, este entusiasmo inicial de abajo hacia arriba comenzó a desvanecerse. La arquitectura yugoslava se volvió más dictada por una autoridad estatal cada vez más concentrada que buscaba establecer una identidad estatal unificada.
A partir de la década de 1920, los arquitectos yugoslavos comenzaron a abogar por el modernismo arquitectónico, viendo el estilo como la extensión lógica de las narrativas nacionales progresistas. El Grupo de Arquitectos del Movimiento Moderno, una organización fundada en 1928 por los arquitectos Branislav Kojić, Milan Zloković, Jan Dubovy y Dušan Babić impulsó la adopción generalizada de la arquitectura moderna como el estilo "nacional" de Yugoslavia para trascender las diferencias regionales. A pesar de estos cambios, las diferentes relaciones con Occidente hicieron que la adopción del modernismo fuera inconsistente en la Segunda Guerra Mundial de Yugoslavia. De todas las ciudades yugoslavas, Belgrado tiene la mayor concentración de estructuras modernistas. El Comando de la Fuerza Aérea de Dragiša Brašovan es uno de los edificios modernistas de entreguerras más grandes de Belgrado.
|                                 |
| Casa Zloković en Belgrado, 1927 |

| |
| Hotel Avala de Viktor Lukomski, modernismo combinado con elementos arquitectónicos tradicionales, 1928 |

|                                           |
| Edificio del Club de Veteranos, 1932-1939 |

|                                                              |
| Palacio Albania, el primer rascacielos del sudeste de Europa |

|                                                               |
| Kafana Ruski car de Petar Popović y Dragiša Brašovan, 1922-26 |

|                                                                 |
| Embajada de Francia por Roger-Henri Expert y Josif Najman, 1933 |

|                                                                             |
| Facultad de Derecho de la Universidad de Belgrado por Petar Bajalović, 1937 |

|                                         |
| Edificio BIGZ de Dragiša Brašovan, 1940 |

|                                                                        |
| Edificio de la Academia de las Artes y de las Ciencias de Serbia, 1922 |

|                                                                             |
| Ministerios de Silvicultura y Agricultura, fachada de Nikolay Krasnov, 1923 |

|                                                                            |
| Edificio del Ministerio de Finanzas de Serbia por Nikolay Krasnov, 1926-28 |

|                                                                      |
| El Parlamento de Serbia y la sede del Correo Serbio, erigida en 1938 |

## Período yugoslavo socialista

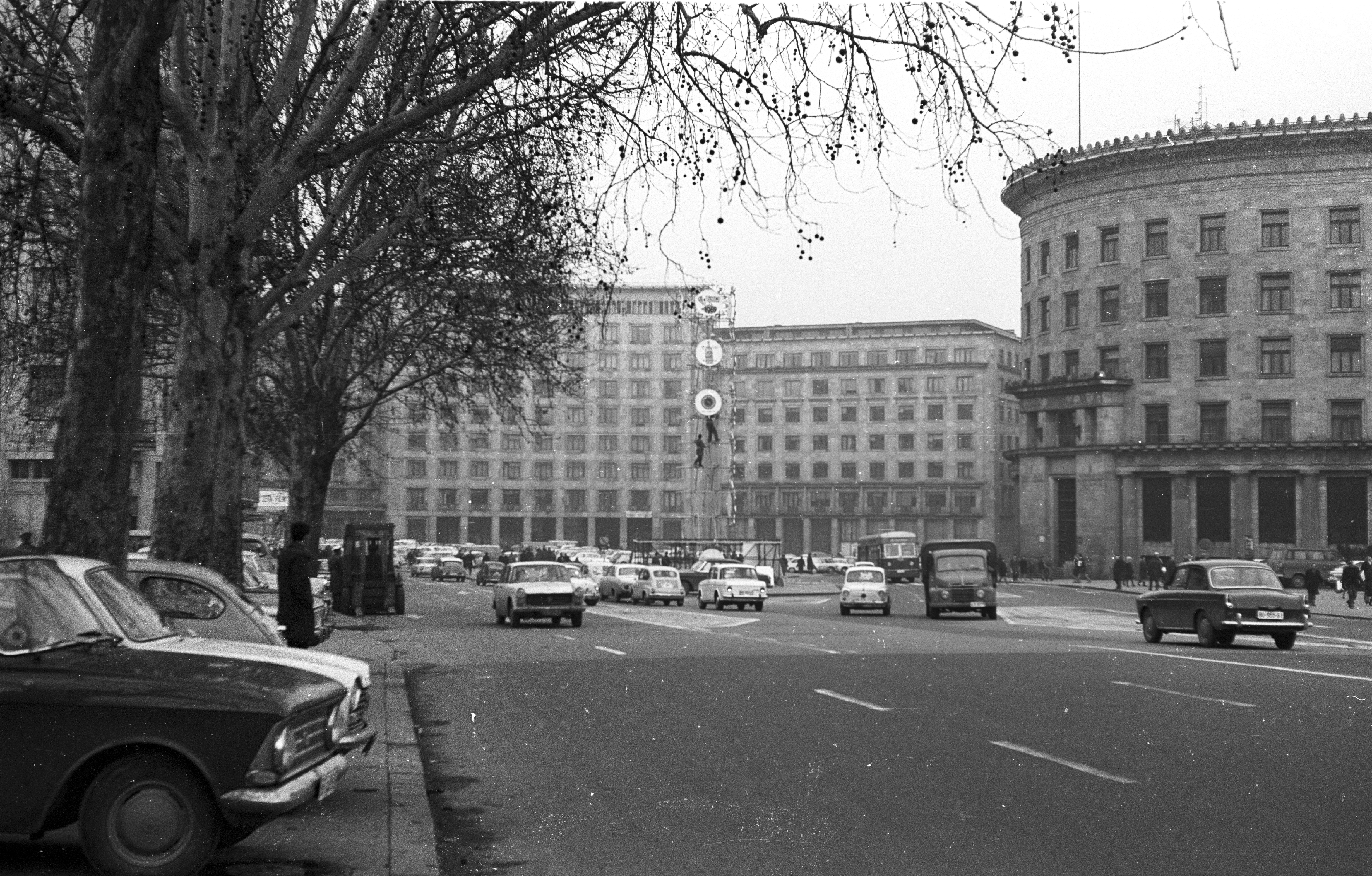
La Casa de los Sindicatos (1947), de estilo realista socialista, de Branko Petričić

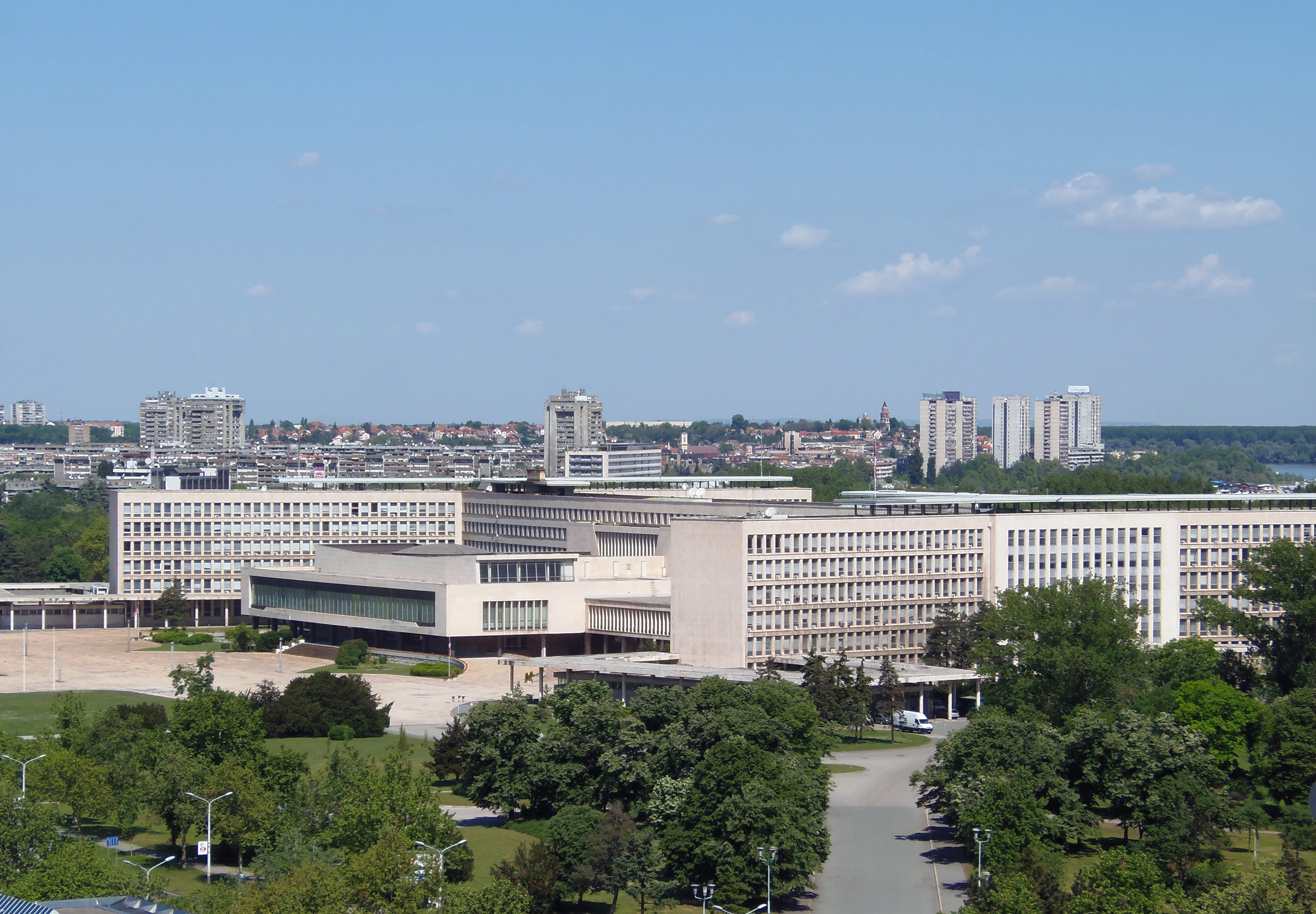
Palacio modernista de Serbia (1950) de Potočnjak y Janković

La arquitectura de Yugoslavia se caracterizó por narrativas nacionales y regionales emergentes, únicas y, a menudo, diferentes. Como estado socialista que permanece libre de la Cortina de Hierro, Yugoslavia adoptó una identidad híbrida que combinaba las inclinaciones arquitectónicas, culturales y políticas de la democracia liberal occidental y el comunismo soviético.

### Realismo socialista (1945–48)
Inmediatamente después de la Segunda Guerra Mundial, la breve asociación de Yugoslavia con el Bloque del Este marcó el comienzo de un breve período de realismo socialista. La centralización dentro del modelo comunista condujo a la abolición de las prácticas arquitectónicas privadas y al control estatal de la profesión. Durante este período, el gobernante Partido Comunista condenó el modernismo como "formalismo burgués", un movimiento que causó fricciones entre la élite arquitectónica modernista de la nación antes de la guerra.
- Casa de los Sindicatos (Dom Sindikata), 1947

### Modernismo (1948–92)
La arquitectura realista socialista en Yugoslavia llegó a un abrupto final con la escisión de Josip Broz Tito en 1948 con Stalin. En los años siguientes, la nación se volvió cada vez más hacia Occidente, volviendo al modernismo que había caracterizado la arquitectura yugoslava de antes de la guerra. Durante esta era, la arquitectura modernista llegó a simbolizar la ruptura de la nación con la URSS (una noción que luego disminuyó con la creciente aceptabilidad del modernismo en el Bloque del Este). El regreso de la nación al modernismo en la posguerra se ejemplifica quizás mejor en el ampliamente aclamado Pabellón de Yugoslavia de 1958 de Vjenceslav Richter en la Expo 58, cuya naturaleza abierta y liviana contrastaba con la arquitectura mucho más pesada de la Unión Soviética. Varios arquitectos de Serbia realizaron importantes edificios modernistas en África y Oriente Medio. El arquitecto Mihajllo Mitrović fue uno de los varios autores notables de la época. Es conocido por los edificios modernistas inspirados en Art-Nouveau y Western City Gate.

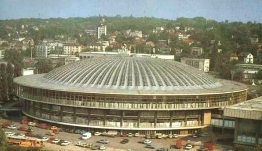
Sala 1 de la Feria de Belgrado, la cúpula más grande de Europa y la cúpula más grande del mundo entre 1957 y 1965
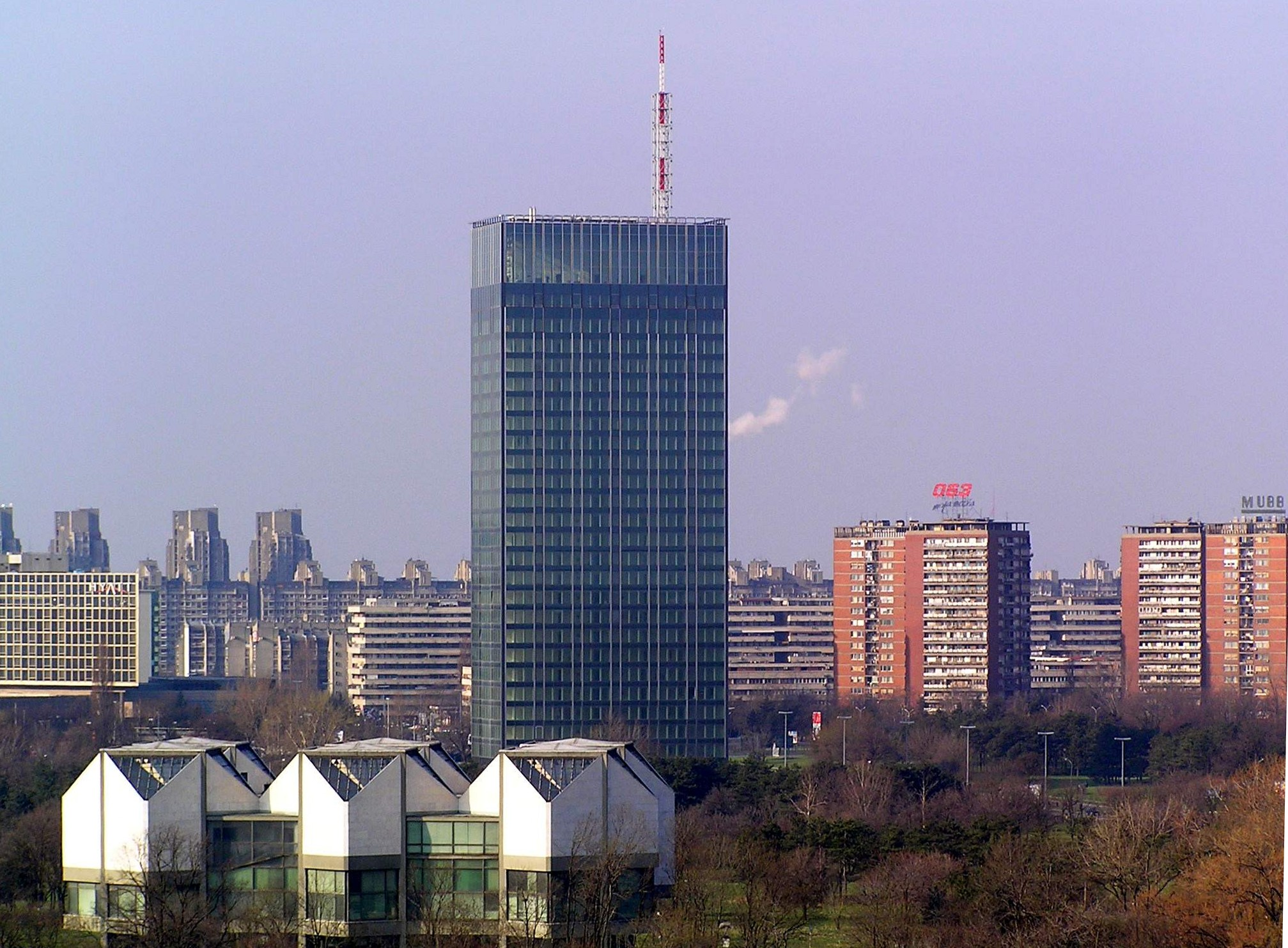
Torre Ušće, 1964 y el Museo de Arte Contemporáneo de Belgrado (abajo a la izquierda), 1958
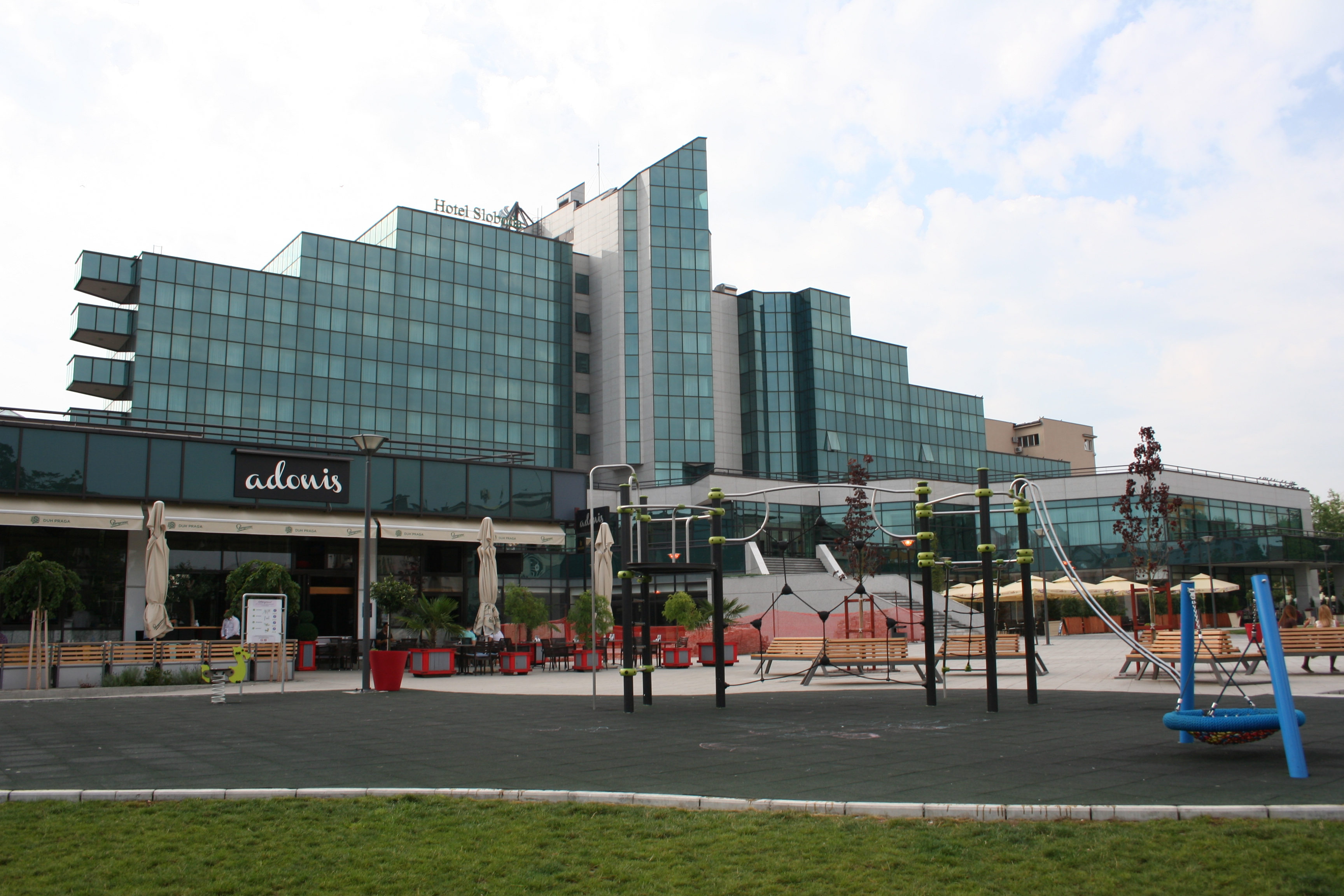
Hotel Sloboda en Šabac por Slobodan Janjić, 1977
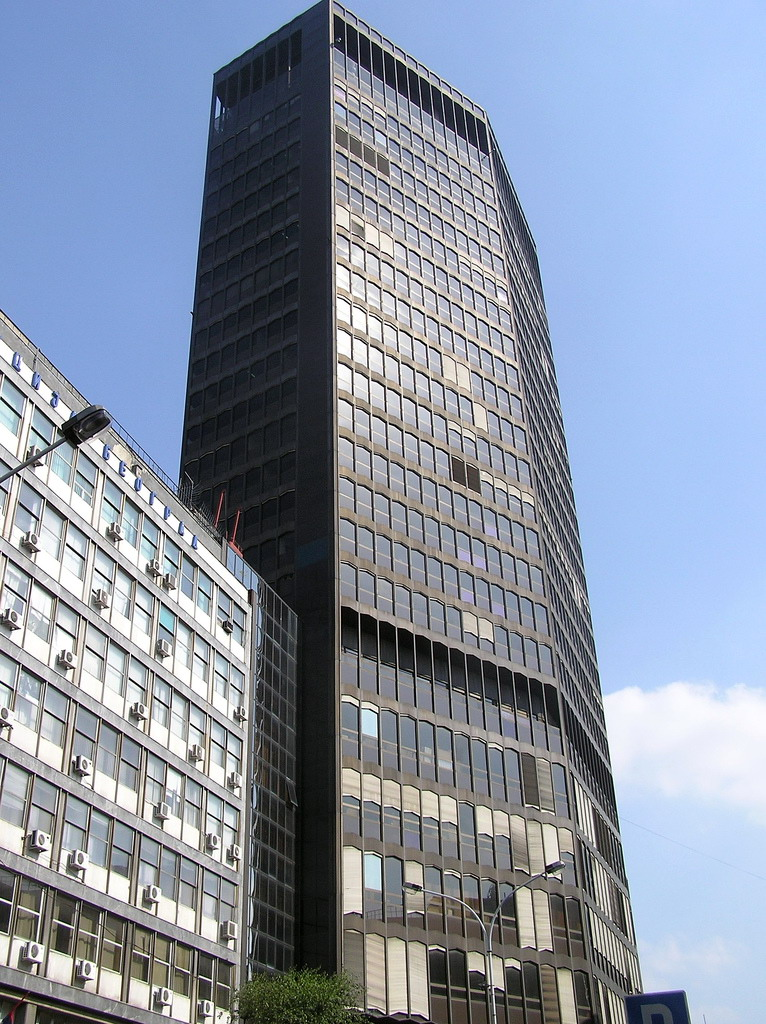
Torre Beograđanka de Branko Pešić, 1974
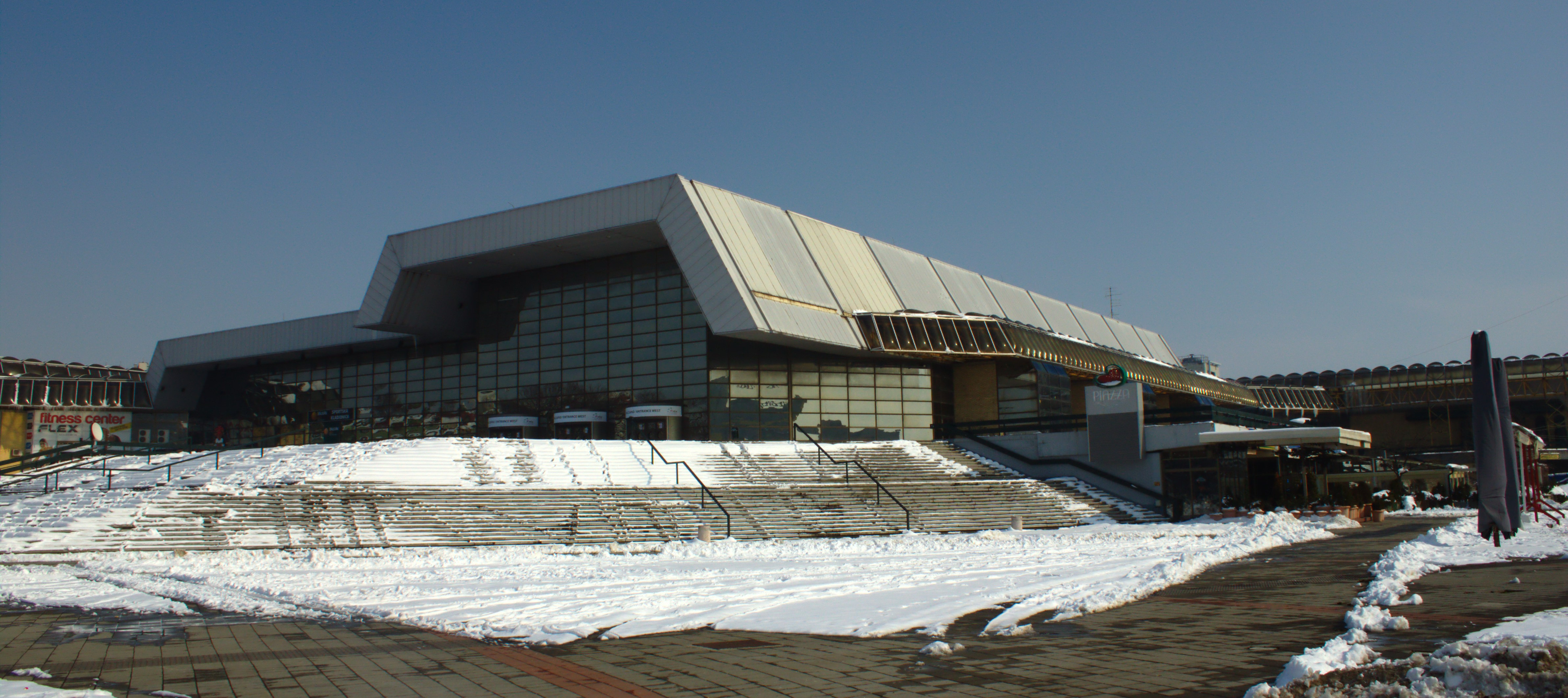
SPC Vojvodina (Hala), 1981

### Spomeniks en Serbia
Durante este período, la ruptura yugoslava del realismo socialista soviético se combinó con los esfuerzos para conmemorar la Segunda Guerra Mundial, que juntos llevaron a la creación de una inmensa cantidad de monumentos de guerra escultóricos abstractos, conocidos hoy como spomenik

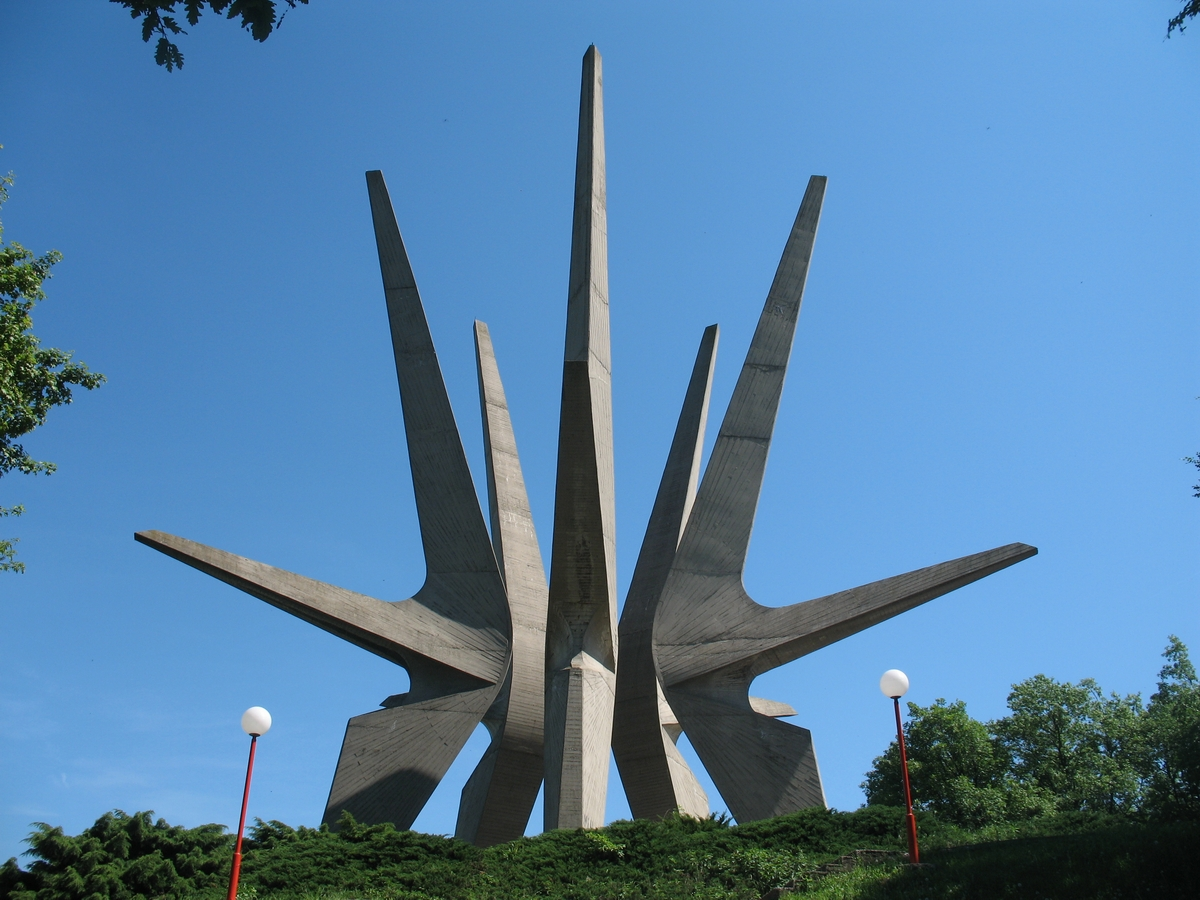
Monumento al destacamento partidista de Kosmaj, Belgrado
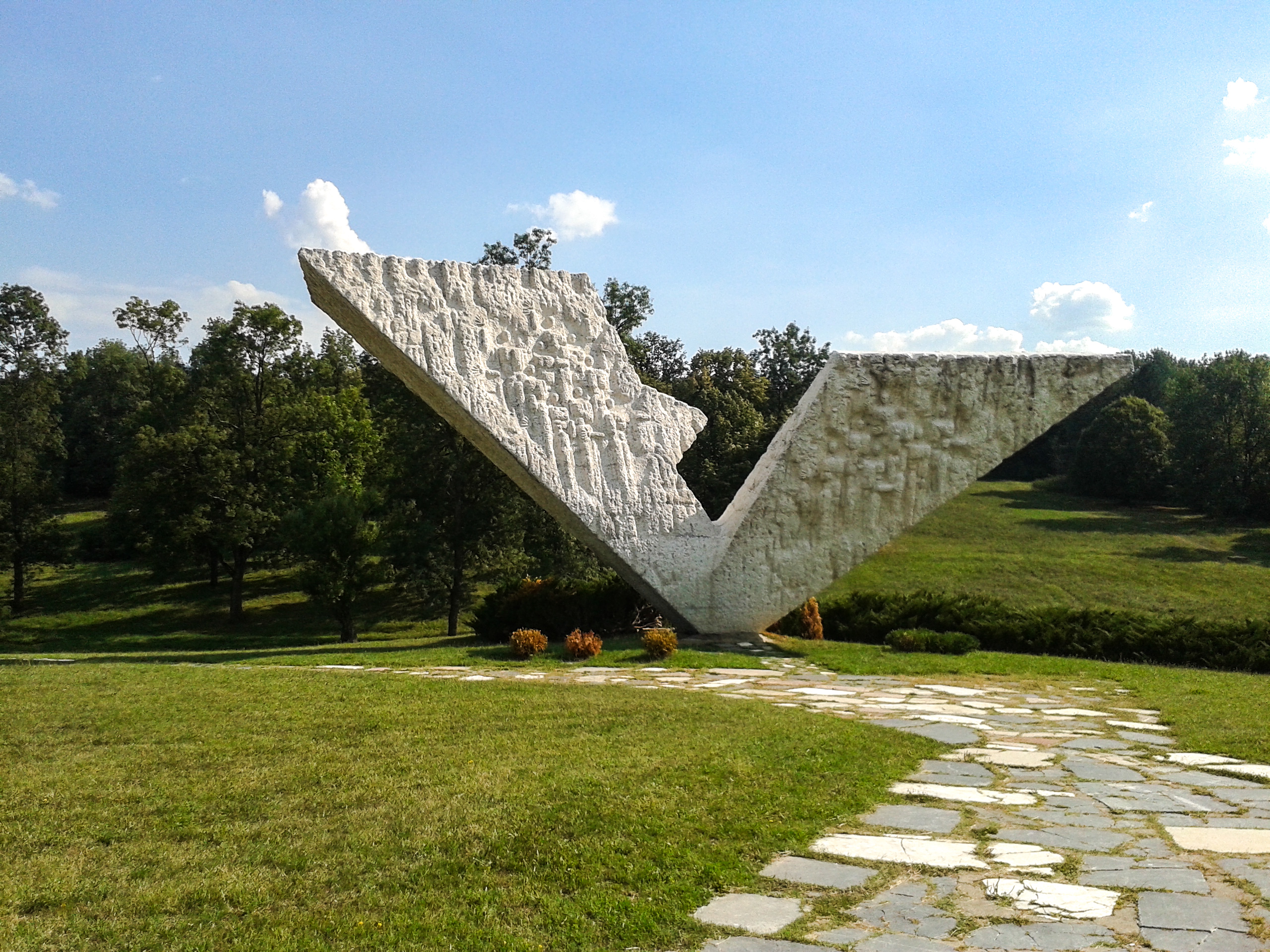
Parque Conmemorativo Šumarice, Kragujevac, de Miodrag Živković, 1953
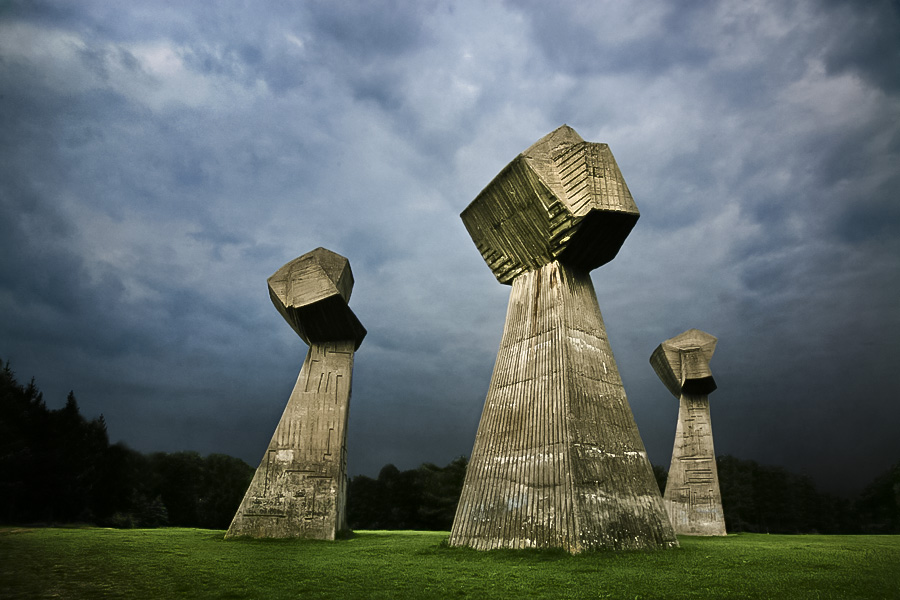
Monumento "Tres puños", Niš, de Ivan Sabolić, 1963
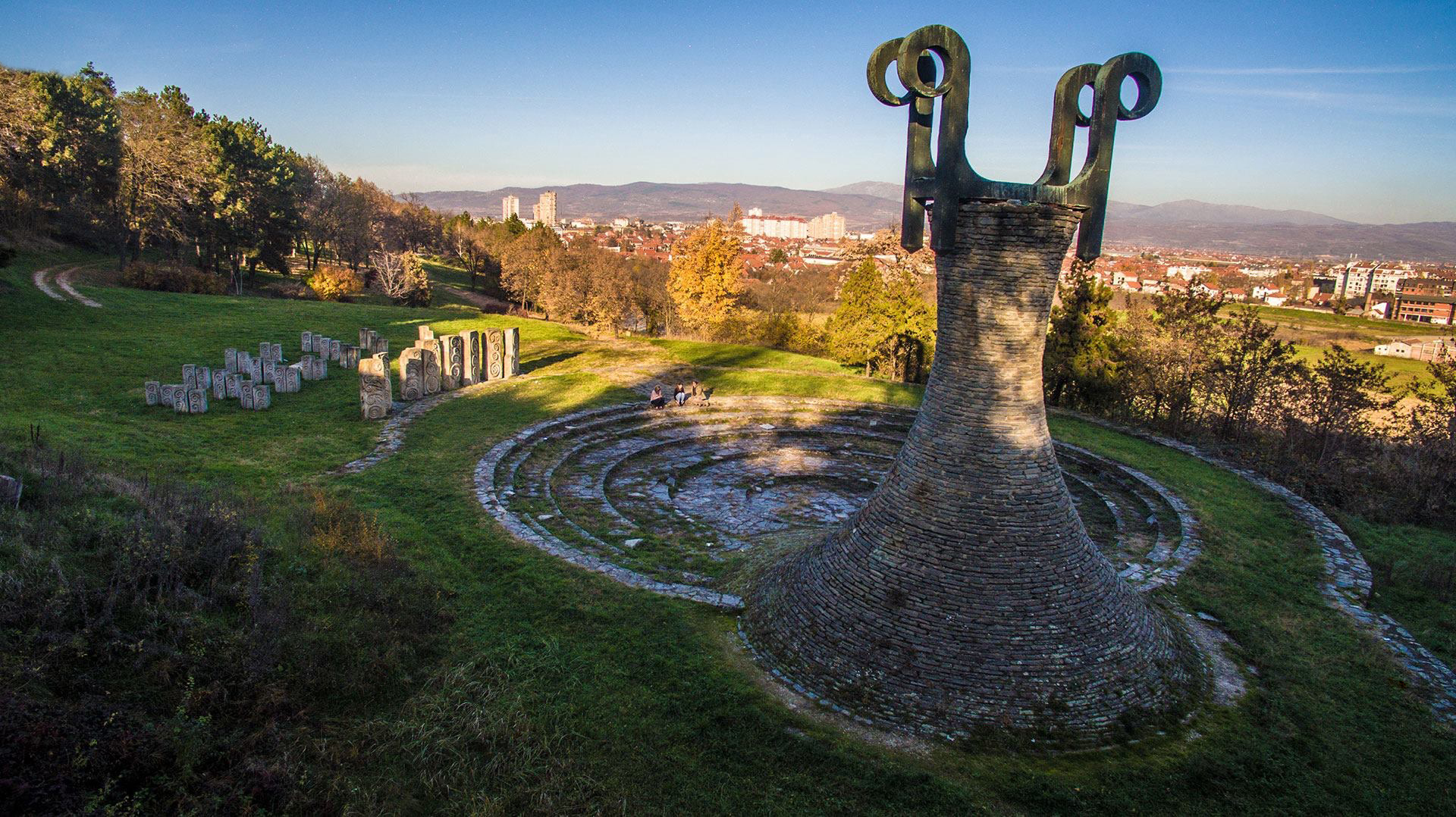
Parque Conmemorativo de Leskovac, de Bogdan Bogdanović, 1971
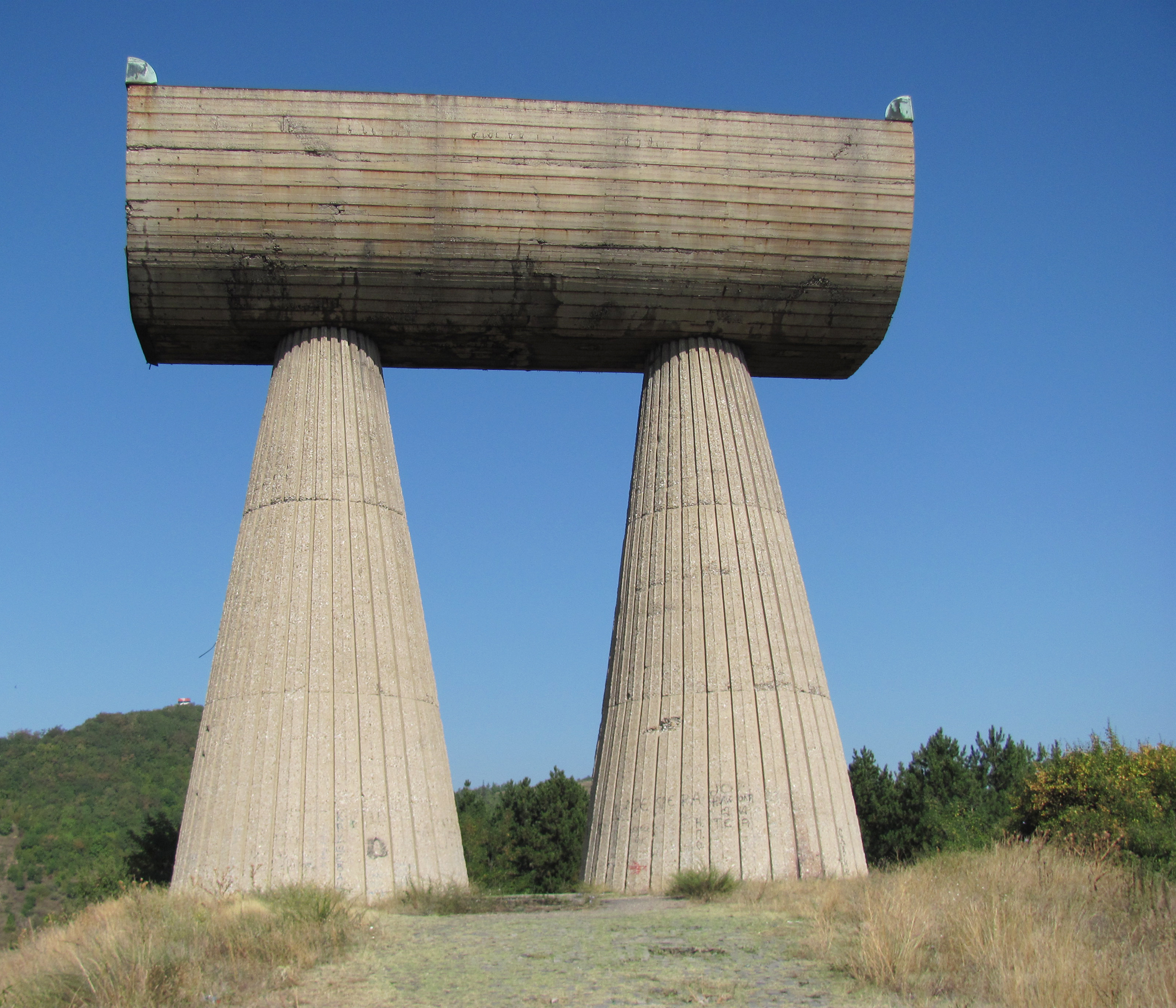
Monumento a los mineros, Kosovska Mitrovica, de Bogdan Bogdanović, 1973
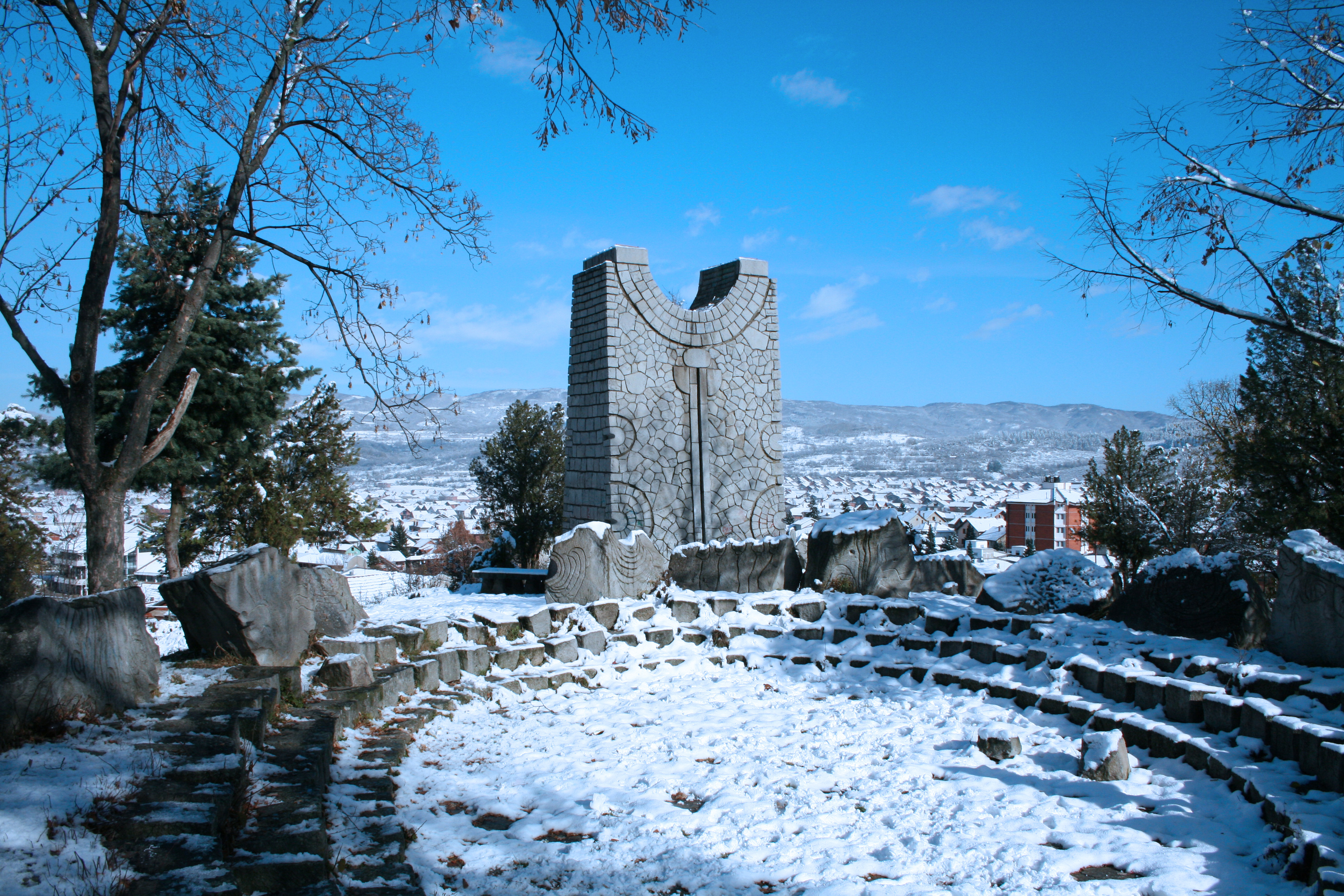
Santuario de los luchadores por la libertad caídos, Vlasotince, por Bogdan Bogdanović, 1975
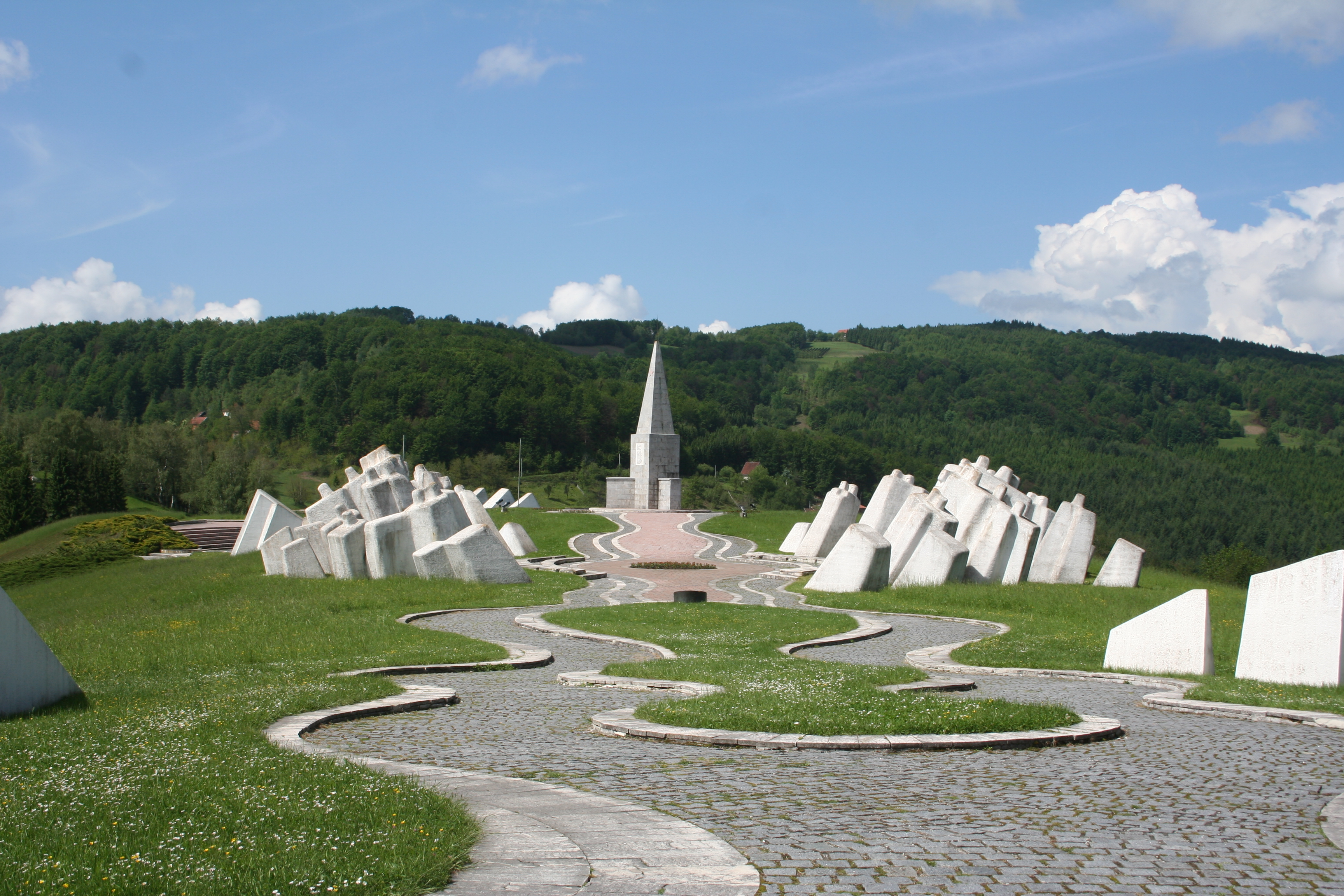
Monumento a Kadinjača, de Miodrag Živković y Aleksandar Đokić, 1979

### Brutalismo

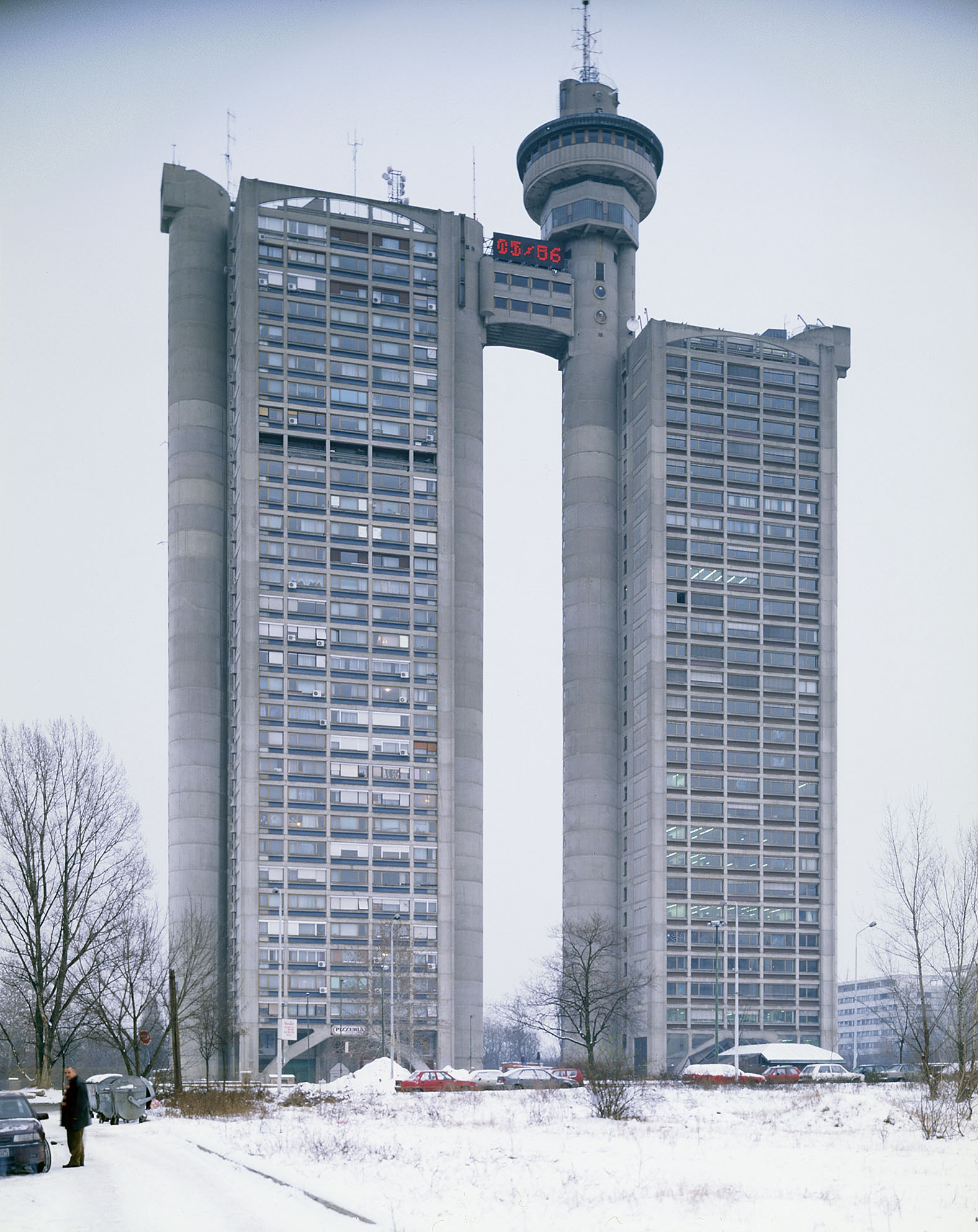
Puerta de la Ciudad Occidental Brutalista (1977) de Mihajlo Mitrović en Belgrado

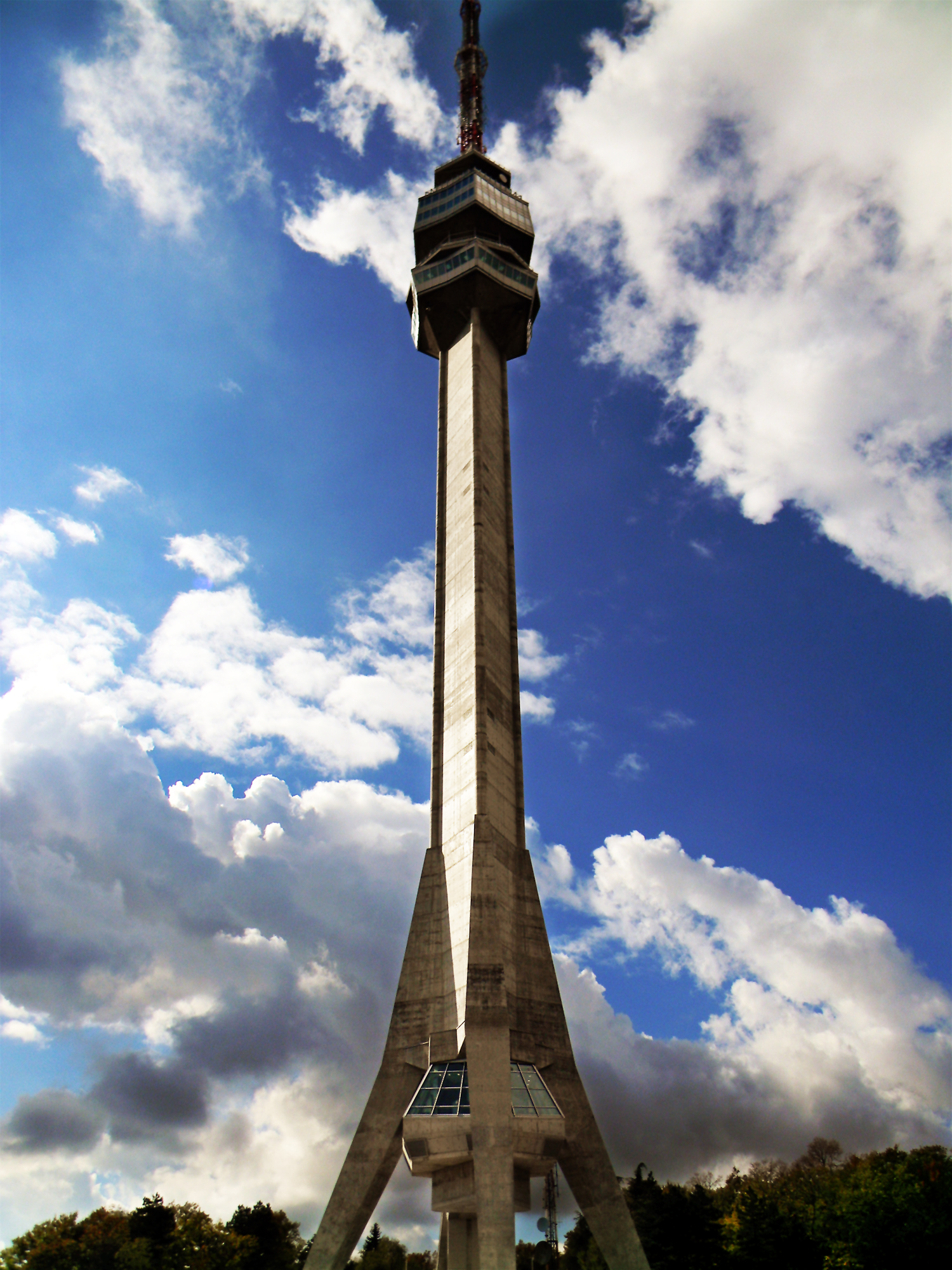
Torre Avala brutalista, 1961

A fines de la década de 1950 y principios de la de 1960, el brutalismo comenzó a ganar seguidores dentro de Yugoslavia, particularmente entre los arquitectos más jóvenes, una tendencia posiblemente influenciada por la disolución de 1959 del Congreso Internacional de Arquitectura Moderna. Además de los numerosos edificios brutalistas de la capital, se pueden encontrar otros ejemplos notables en Požarevac, Arilje, Užice, Sremska Mitrovica y otras partes del país.
- Museo de Yugoslavia (1962) de Mihajlo Janković[31]
- Ayuntamiento de Novi Beograd (1967) de Stojan Maksimovic y Branislav Jovin[31]
- Edificio Toblerone (1963) de Rista Šekerinski
- 25 de mayo Sportcenter (1975) de Ivan Antić[32]
- Puerta Oriental de la Ciudad de Belgrado (1976) de Vera Ćirković
- Puerta Occidental de la Ciudad de Belgrado (1977) de Mihajlo Mitrović
- Sava Centar (1979) de Stojan Maksimović
- Bloques 22, 23, 28, 30, 61, 62, 63, Nuevo Belgrado[31]

### Descentralización
Con las políticas de descentralización y liberalización de la década de 1950 en la República Federativa Socialista de Yugoslavia, la arquitectura se dividió cada vez más a lo largo de líneas étnicas. Los arquitectos se centraron cada vez más en la construcción con referencia al patrimonio arquitectónico de sus repúblicas socialistas individuales en forma de regionalismo crítico. La creciente distinción de las identidades arquitectónicas étnicas individuales dentro de Yugoslavia se exacerbó con la descentralización en 1972 de la autoridad de preservación histórica anteriormente centralizada, lo que brindó a las regiones individuales más oportunidades para analizar críticamente sus propias narrativas culturales.
|                                                  |
| Crowne Plaza Belgrado de Stojan Maksimović, 1979 |

|                              |
| Hyatt Regency Belgrado, 1990 |

|                                           |
| Museo de la Aviación, de Ivan Štraus 1989 |

## Período contemporáneo
El estilo internacional, que había llegado a Yugoslavia ya en la década de 1980, se apoderó de la escena en Belgrado después de las guerras y el aislamiento de la década de 1990. Los grandes proyectos inmobiliarios, incluida la ciudad de Sava y la remodelación de la Torre Ušće, lideraron el terreno, con poco respeto por el patrimonio arquitectónico local.
Antes y también después de las guerras yugoslavas, numerosos arquitectos abandonaron Serbia y continuaron su trabajo en varios países europeos, americanos y africanos, creando varios cientos de edificios.
En 2015, se llegó a un acuerdo con Eagle Hills (una empresa de los Emiratos Árabes Unidos) sobre el acuerdo de Belgrade Waterfront (Beograd na vodi), para la construcción de una nueva parte de la ciudad en un terreno baldío actualmente sin desarrollar junto al río. Este proyecto, iniciado oficialmente en 2015 y es uno de los mayores proyectos de desarrollo urbano de Europa, costará al menos 3500 millones de euros. Según Srdjan Garcevic, "vagamente contemporáneo pero de alguna manera de aspecto barato, se planta ilegalmente en el medio de la ciudad en un suelo inestable, al servicio de los intereses de unos pocos afortunados anónimos".

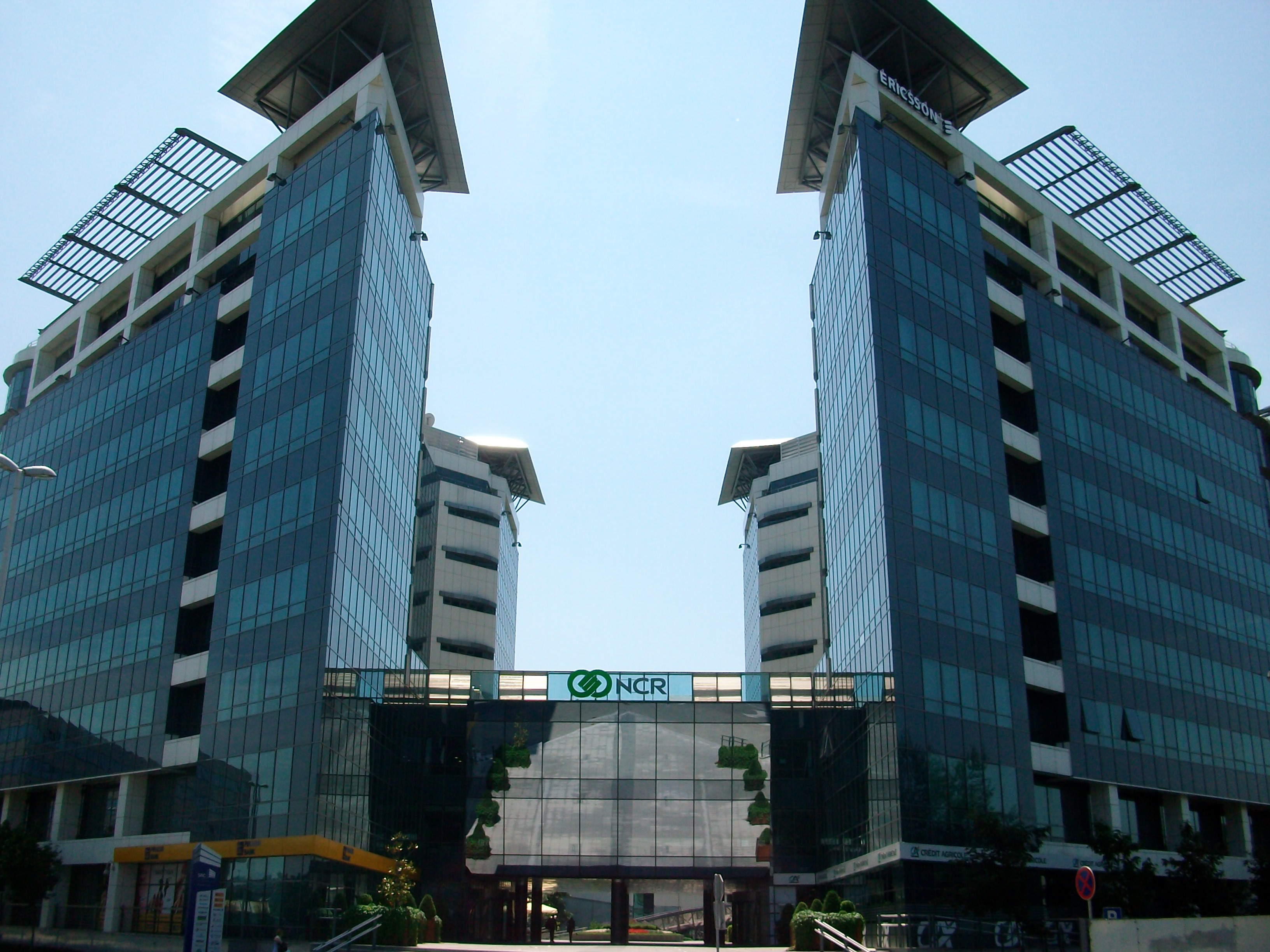
Sava City (Savograd), de Mario Jobst y Miodrag Trpković (2004-2010)
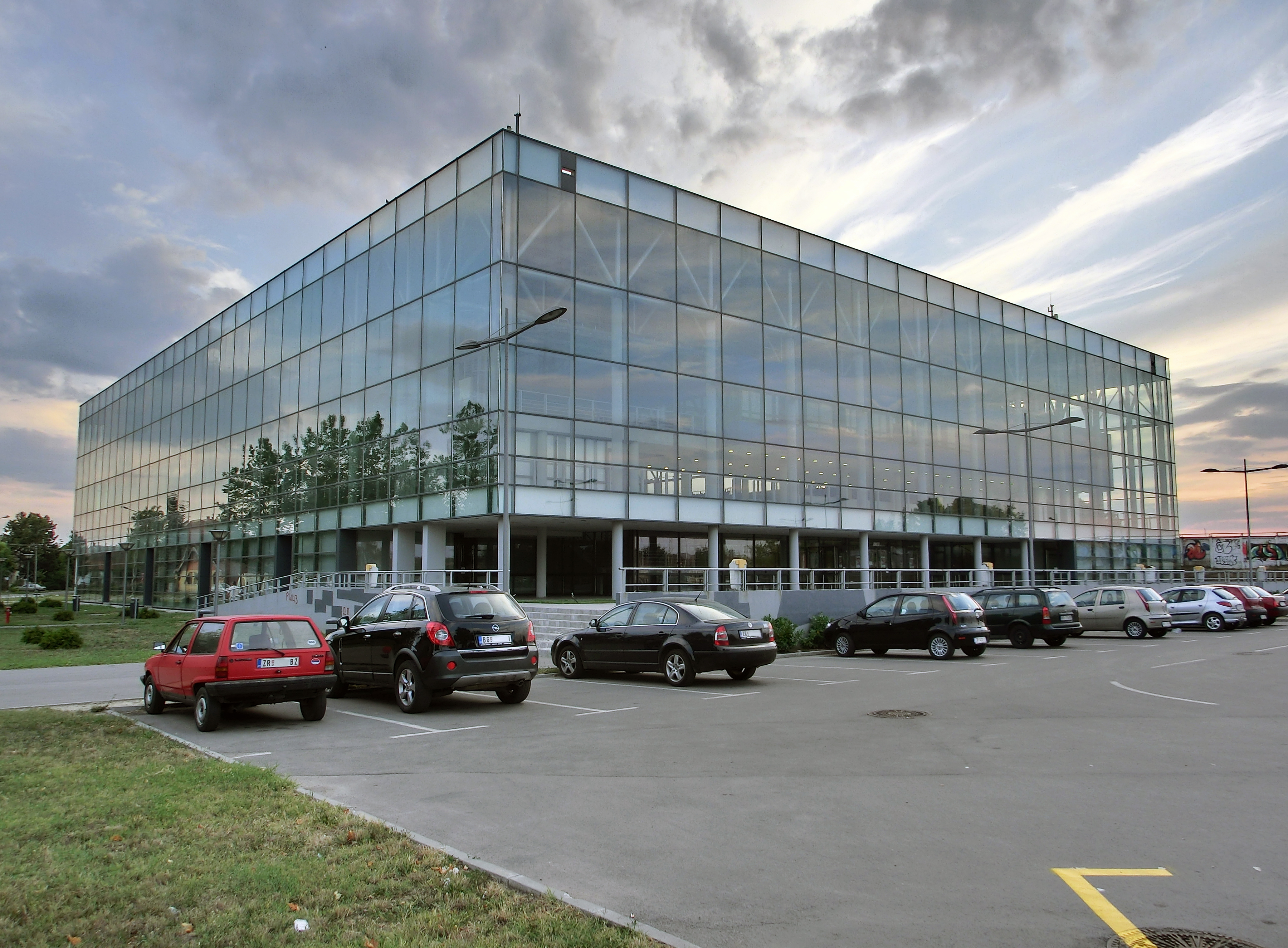
Salón de Cristal, Zrenjanin (2006)
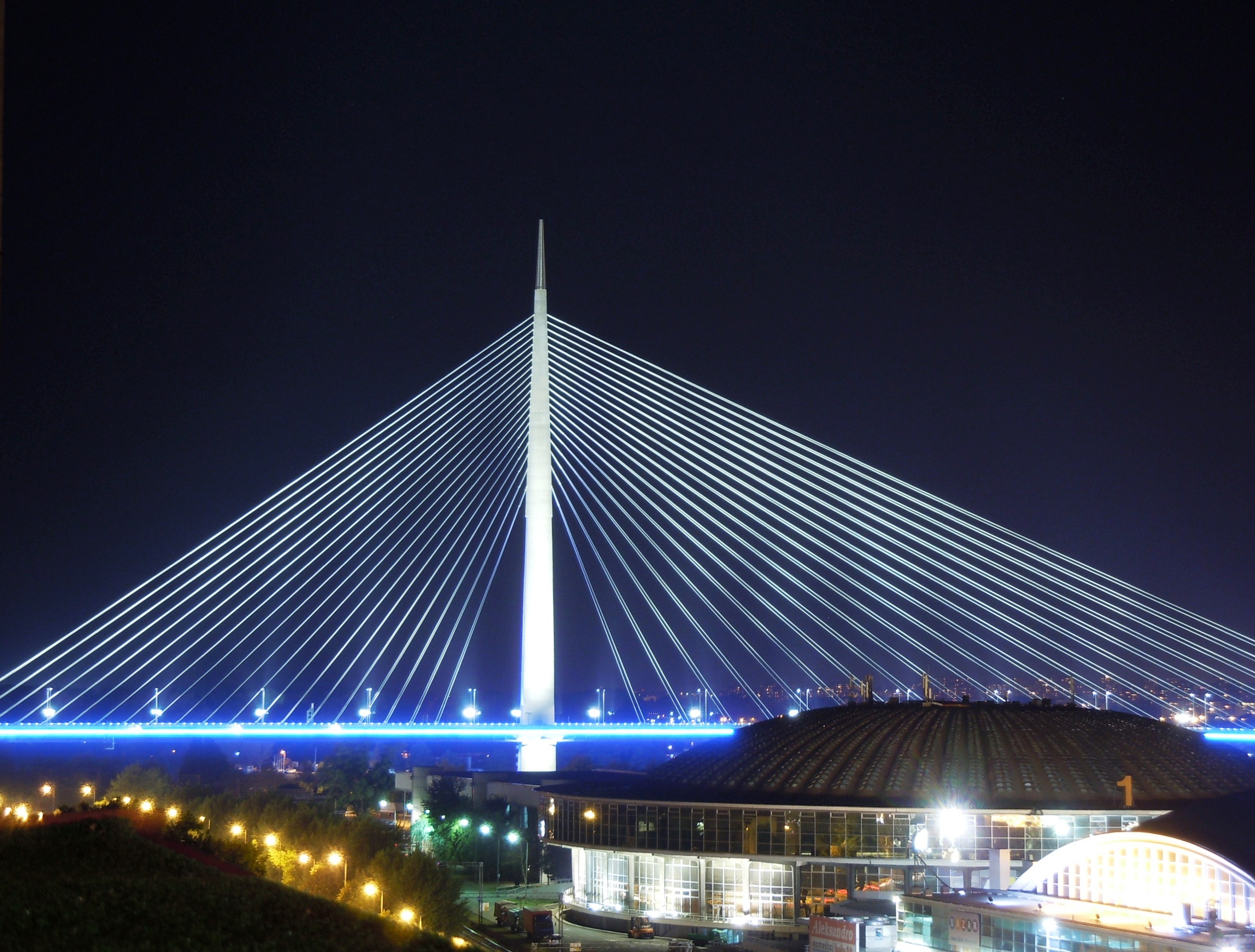
Puente Ada (2008-2011)
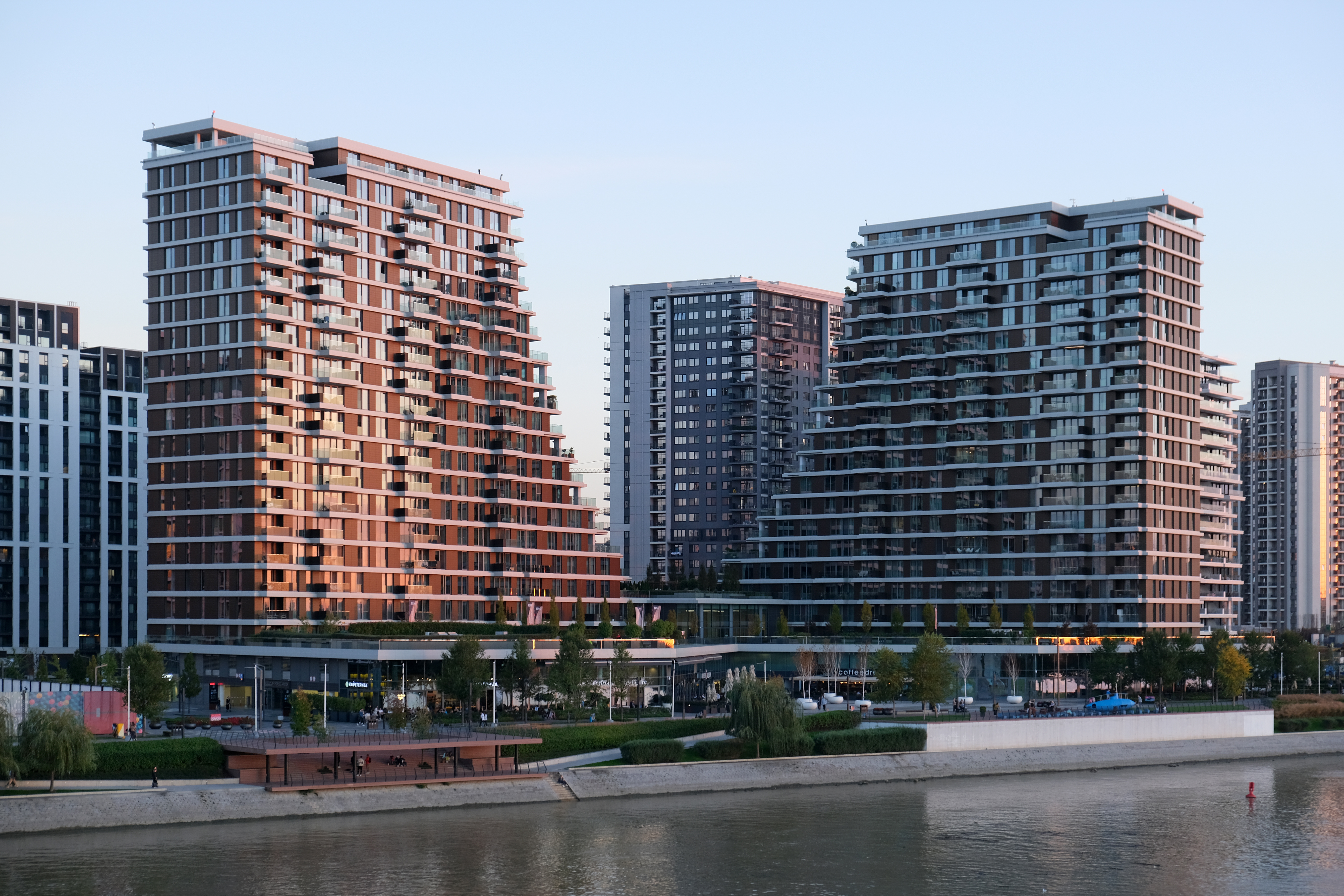
Beograd na vodi, 2014-en curso